# L'Aquila
L'Aquila (AFI: /ˈlakwila/,  Aquila fino al 1863 e Aquila degli Abruzzi fino al 1939) è un comune italiano di 70 595 abitanti capoluogo dell'omonima provincia e della regione Abruzzo. Si trova al centro della conca aquilana, lungo il fiume Aterno e alle pendici del Gran Sasso.
La città fu fondata nel 1254 in funzione anti-feudale da 99 castelli, piccoli agglomerati urbani nati in seguito alla caduta dell'Impero romano d'Occidente, che si federarono per costruire una grande città. Distrutta poi da Manfredi di Sicilia, nel 1266 Aquila venne ricostruita come libero comune con Carlo I d'Angiò. Amiternum e Forconium erano le due città che anticamente si trovavano nei dintorni dell'attuale capoluogo che, in seguito alla fondazione di Aquila, persero importanza e decaddero.
Parte del Regno di Napoli e capoluogo prima dell'Abruzzo Ulteriore e poi dell'Abruzzo Ulteriore Secondo, nel XV secolo, grazie alla sua economia, Aquila divenne la seconda città dello Stato per importanza, subito dopo Napoli. Sotto il dominio asburgico, tra il XVI e il XVII secolo, visse un periodo di altalenante crescita economica che venne però bruscamente interrotta dal catastrofico terremoto del 1703, che per molti anni riportò la città nella decadenza. Conobbe infatti un nuovo sviluppo economico e culturale soltanto nell'Ottocento.
Nonostante i forti terremoti del 1315, del 1461, del 1703 e del 2009, all'Aquila si trova ancora un ampio patrimonio storico che mostra uno strato medievale testimoniato soprattutto dalla cinta muraria, uno rinascimentale che caratterizza numerosi palazzi e chiese e infine uno barocco e neoclassico dovuto alle ricostruzioni post sisma settecentesche.
L'Aquila è sede di un giubileo annuale, la Perdonanza Celestiniana, istituita da papa Celestino V nel 1294 tramite la bolla pontificia Inter sanctorum solemnia e patrimonio culturale immateriale dell'UNESCO dal 2019.

## Geografia fisica

### Territorio

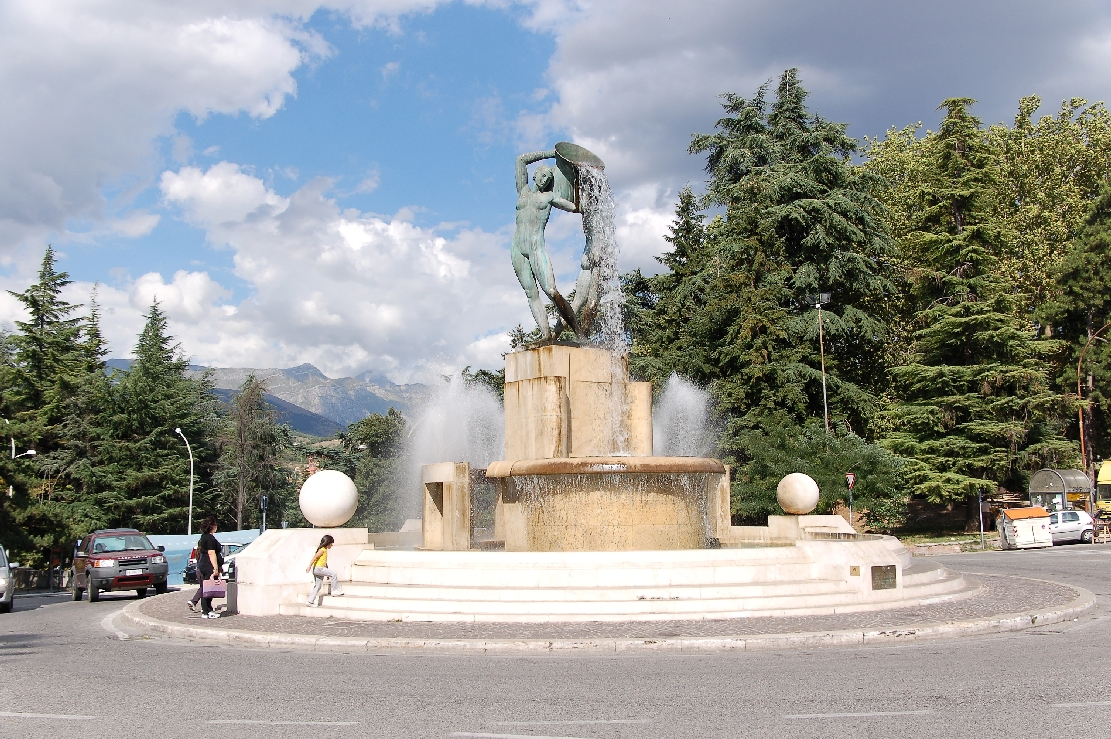
La Fontana luminosa e il Gran Sasso alle spalle

La città sorge al centro della conca aquilana nella media valle dell'Aterno, in posizione baricentrica rispetto al massiccio del Gran Sasso, che lo circonda insieme con la catena del Sirente-Velino, in particolare dal gruppo montuoso di Monte Ocre-Monte Cagno. La città è situata a sinistra del fiume Aterno, che la attraversa per circa 20 km, ed è lambita da altri tre fiumi di dimensioni minori, affluenti del primo: il Vetoio a Coppito, il Raio a Sassa e il Vera a Tempera. 
Il centro storico è situato su un colle a un'altitudine di 721 m sul livello del mare, il che la rende terza tra i capoluoghi di provincia italiani più alti, mentre le frazioni sono situate sul declivio o sulla sommità dei colli circostanti.
Il territorio comunale dell'Aquila è molto esteso: infatti è il nono in Italia per superficie; più dei tre quarti di esso è soggetto ad una protezione ambientale e il 49% è area protetta da parchi nazionali o riserve naturali. Questa area geografica è caratterizzata dalla conservazione del tipico paesaggio rurale delle aree dell'Appennino, come la consistente presenza di alberi di mandorlo. Il territorio comunale presenta un'exclave in territorio montano, al confine con il parco naturale regionale Sirente-Velino e la riserva naturale Montagne della Duchessa.
Nel territorio comunale ci sono anche 3 laghi di piccole dimensioni (il lago Vetoio e i due laghi di Bagno) e all'interno di esso ricade una piccola parte del lago di Campotosto. Complessivamente si registra una sensibile escursione altimetrica, in quanto più della metà della superficie comunale è situata al di sopra dei 1000 m s.l.m. e anche perché l'altitudine massima che si raggiunge è di 2635 m s.l.m. (Pizzo D'Intemesoli), a fronte di una minima di 580 m. Nel secondo dopoguerra, l'espansione urbanistica si è concentrata nella periferia occidentale della città, in una zona a carattere prevalentemente pianeggiante.

### Clima

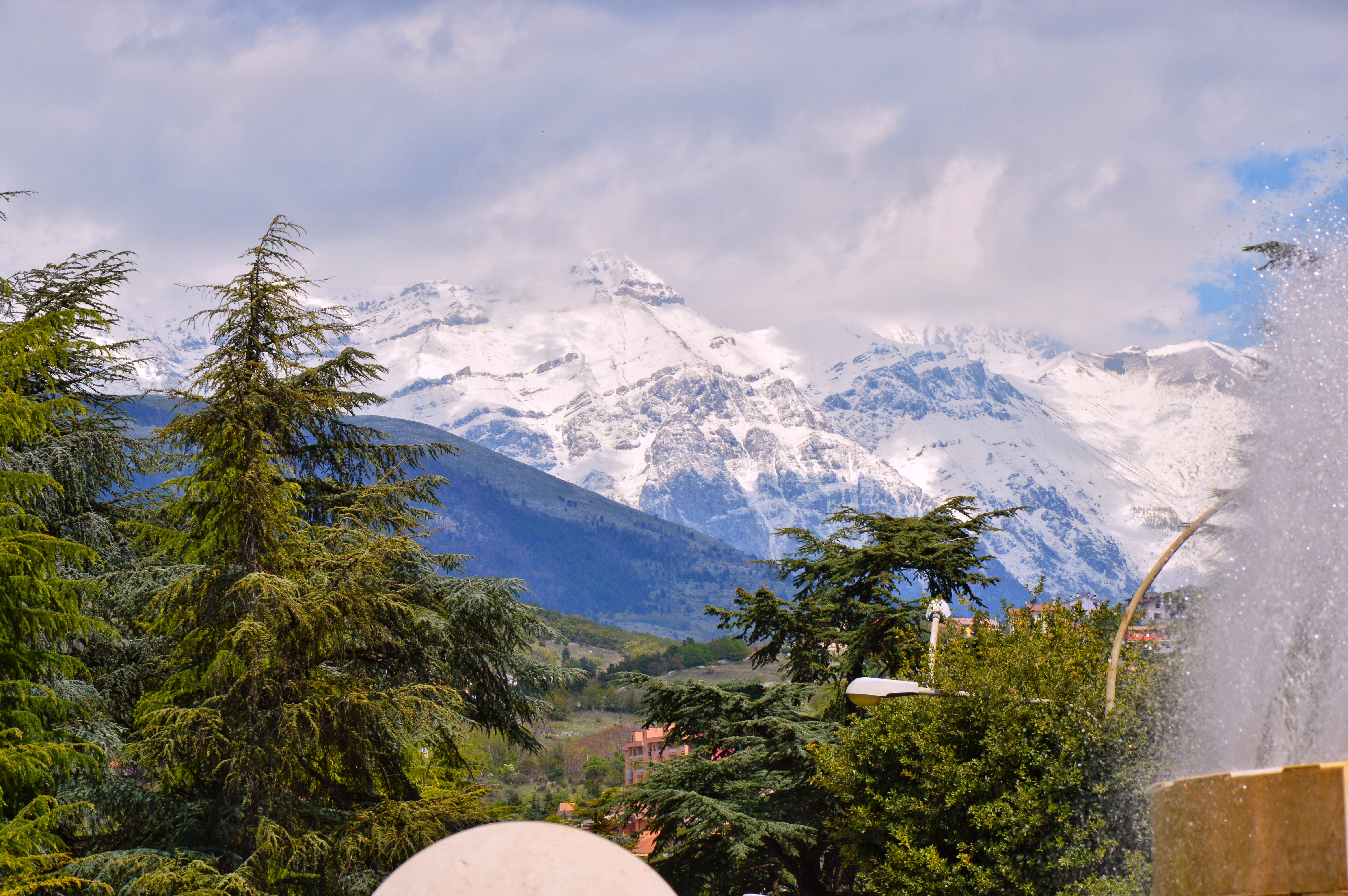
Vista sul Gran Sasso dal centro cittadino

In base alle medie climatiche ufficiali 1951-2000 pubblicate dall'ARSSA Abruzzo, relative alla stazione meteorologica del centro storico, la media annua delle temperature minime si attesta a 4,9 °C, la media annua delle massime a 13,5 °C, mentre la temperatura media annua è pari 9,2 °C. La massima assoluta, di 40 °C, è stata rilevata il 27 agosto 1960, mentre l'estremo negativo è di −17,8 °C, registrato il 17 febbraio 1956; inoltre è stato rilevato un −22,3 °C il 16 febbraio 1929.
Il valore termico più basso registrato nel territorio comunale spetta però alla stazione meteorologica dell'Aeronautica Militare situata presso l'Aeroporto di L'Aquila-Parchi, che il giorno 11 gennaio 1985 arrivò a toccare i −23,4 °C.
Le precipitazioni sono in media di 968 mm annui con 102 giorni piovosi, mentre sono 68 i giorni di gelo durante l'anno.
| L'Aquila            | Mesi | Mesi | Mesi | Mesi | Mesi | Mesi | Mesi | Mesi | Mesi | Mesi | Mesi | Mesi | Stagioni | Stagioni | Stagioni | Stagioni | Anno |
| L'Aquila            | Gen  | Feb  | Mar  | Apr  | Mag  | Giu  | Lug  | Ago  | Set  | Ott  | Nov  | Dic  | Inv      | Pri      | Est      | Aut      | Anno |
| ------------------- | ---- | ---- | ---- | ---- | ---- | ---- | ---- | ---- | ---- | ---- | ---- | ---- | -------- | -------- | -------- | -------- | ---- |
| T. max. media (°C)  | 3,5  | 4,1  | 7,8  | 12,2 | 16,2 | 20,9 | 23,8 | 24,4 | 18,9 | 15,5 | 9,5  | 4,7  | 4,1      | 12,1     | 23,0     | 14,6     | 13,5 |
| T. min. media (°C)  | −3,3 | −3,5 | −0,8 | 2,7  | 6,6  | 11,1 | 13,9 | 14,4 | 10,0 | 6,8  | 2,3  | −1,8 | −2,9     | 2,8      | 13,1     | 6,4      | 4,9  |
| Precipitazioni (mm) | 78   | 77   | 93   | 101  | 90   | 62   | 49   | 43   | 76   | 86   | 112  | 101  | 256      | 284      | 154      | 274      | 968  |
| Giorni di pioggia   | 8    | 8    | 10   | 11   | 10   | 7    | 6    | 7    | 8    | 8    | 9    | 10   | 26       | 31       | 20       | 25       | 102  |

## Origini del nome
Il regio decreto n. 1891 del 23 novembre 1939 introdusse l'articolo (maiuscolo) e l'apostrofo, modificando il nome della città in "L'Aquila".
Il cambiamento di denominazione creò un'ambiguità linguistica sulla correttezza delle espressioni "dell'Aquila", "di L'Aquila", "de L'Aquila" o simili. In realtà, nello stesso decreto del 1939, fu definito come nome ufficiale della provincia quello di "Provincia dell'Aquila", cosa che elimina ogni possibile dubbio. Tuttavia, entrambe le forme sono accettabili, anche se si preferisce l'uso della preposizione articolata.
Quando fu scelto il sito per la fondazione della città, si individuò un luogo chiamato Acculi, vicino anche al fiume Aterno, corrisponde all'attuale Borgo Rivera, dove si trova la fontana delle 99 cannelle; al tempo della fondazione vi era in quell'area una chiesa con un monastero, Santa Maria ad Fontes de Acquilis, così chiamato perché era un'area ricca di sorgenti. La zona era in una posizione strategica tra i due poli entro i quali doveva nascere il nuovo centro urbano e cioè i due centri di Forcona e Amiterno. Fu dunque scelto per la nuova città il nome di "Aquila", che riprendeva il toponimo già esistente, ma che richiamava anche l'emblema dell'aquila imperiale, secondo il diploma di fondazione attribuito all'Imperatore Corrado IV.
Nello stemma della città è raffigurata infatti un'aquila. Lateralmente appaiono il motto Immota manet, che significa "Resta ferma" ed è forse tratto da un verso del poeta latino Virgilio, che attribuisce alla quercia la capacità di radicarsi fortemente e dunque di restare ferma, e l'abbreviazione "PHS", che secondo alcuni, è un errore di trascrizione del cristogramma IHS, mentre altri pensano che significhi publica hic salus, cioè "qui [c'è] la salute pubblica". Secondo un'altra tesi, starebbe per post hanc stragem, riferendosi alla rinascita dopo un sisma. 
La città dopo l'unità d'Italia assunse la denominazione "Aquila degli Abruzzi", ma cambiò nuovamente nome durante il regime fascista, acquisendo quello attuale.

## Storia

### Origini

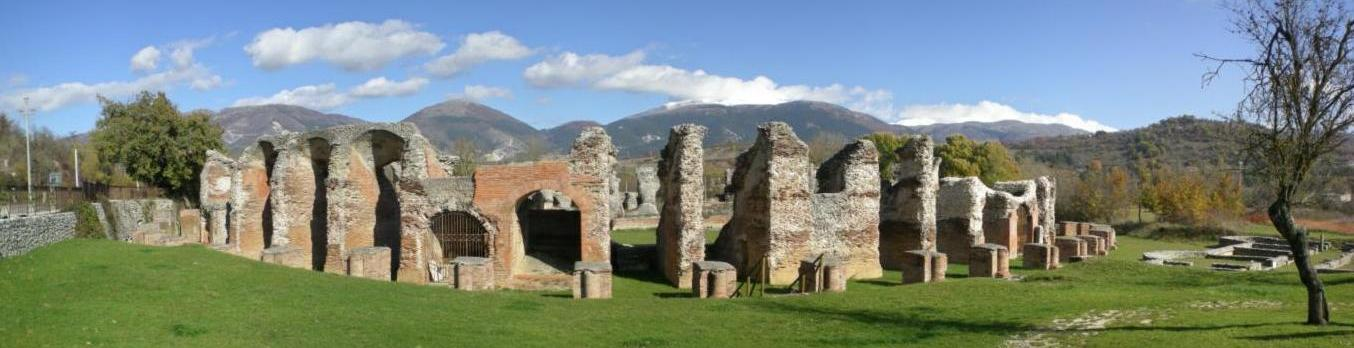
L'anfiteatro romano di Amiternum

La conca aquilana era abitata già nei tempi più antichi. Prima della conquista da parte di Roma, tutta la valle dell'Aterno fu luogo di insediamento per i Sabini e per i Vestini, i cui territori confinavano proprio nel punto dove in futuro sarebbe sorta la città.
Dopo la conquista dei Romani, avvenuta nel III secolo a.C., nella località di San Vittorino esisteva la città di Amiternum, dove si trovano i resti di un teatro e di un anfiteatro romani, testimoni dell'importanza assunta nel tempo dalla città. Essa diede i natali a Sallustio e fu sede episcopale insieme alle vicine città di Forconium e Pitinum. Sopravvissuta alla caduta dell'Impero romano d'Occidente, Amiterno visse un periodo di grande decadenza, fino a essere completamente abbandonata con la fondazione della nuova città.

### Medioevo
Nel 1229 gli abitanti dei castelli della zona si ribellarono al feudalesimo imposto dai baronati normanno-svevi e, dopo essersi rivolti a papa Gregorio IX, ottennero il permesso di fondare la città, ma l'iniziativa non si concretizzò. Il 20 maggio 1254 l'imperatore Corrado IV di Svevia promulgò un atto concedendo agli abitanti il permesso di costruire una nuova grande città di nome "Aquila".
Le vicende della fondazione dell'Aquila sono raccontate da Buccio di Ranallo, autore di una cronaca rimata che narra la storia della città dal 1254 fino al 1362; in più, importanti testimonianze sulla storia dell'Aquila e del territorio abruzzese sono riportate nei manoscritti dello storico settecentesco Anton Ludovico Antinori. Secondo la leggenda, la città fu fondata da 99 castelli, ognuno dei quali costruì in città una chiesa, una piazza e una fontana. A ricordo della fondazione, la campana della torre civica batte ancora oggi 99 rintocchi e il primo grande monumento della città, la fontana delle 99 cannelle, celebra i castelli.

La basilica di Santa Maria di Collemaggio

Gestita da un podestà e da un libero consiglio, la città ebbe organizzazione autonoma e propri statuti. Contribuirono all'ascesa di Aquila la posizione strategica e la crescente importanza in ambito religioso, suggellata dal trasferimento della sede vescovile da Forcona nel 1257 ad opera di papa Alessandro IV. Dopo due anni, nel 1259, colpevole di essere rimasta fedele alla Chiesa nella contesa tra papato e impero, Aquila fu rasa al suolo da Manfredi di Sicilia e fu ricostruita nel 1266 su autorizzazione di Carlo I d'Angiò; la città, riconoscente verso il nuovo conquistatore, si sottomise spontaneamente riacquisendo il prestigio originario.
Nel 1288 l'eremita Pietro da Morrone, decise di edificare ad Aquila la basilica di Santa Maria di Collemaggio, autorevole esempio di arte romanica e monumento simbolo della città. Proprio in questa basilica l'eremita fu incoronato papa con il nome di Celestino V il 29 agosto 1294. Nello stesso anno, Celestino emanò una bolla pontificia, con la quale concesse un'indulgenza plenaria e universale a tutta l'umanità, ponendo come condizioni per l'ottenimento del perdono: l'ingresso nella basilica nell'arco di tempo compreso tra le sere del 28 e del 29 agosto di ogni anno e l'essere "veramente pentiti e confessati". La bolla è valida ancora oggi e anticipò di sei anni l'introduzione dell'anno santo, avvenuta per volere di papa Bonifacio VIII nel 1300; può essere quindi considerato il primo giubileo della storia. La porta di Celestino V, situata sul lato settentrionale della basilica è dunque a tutti gli effetti una Porta santa.

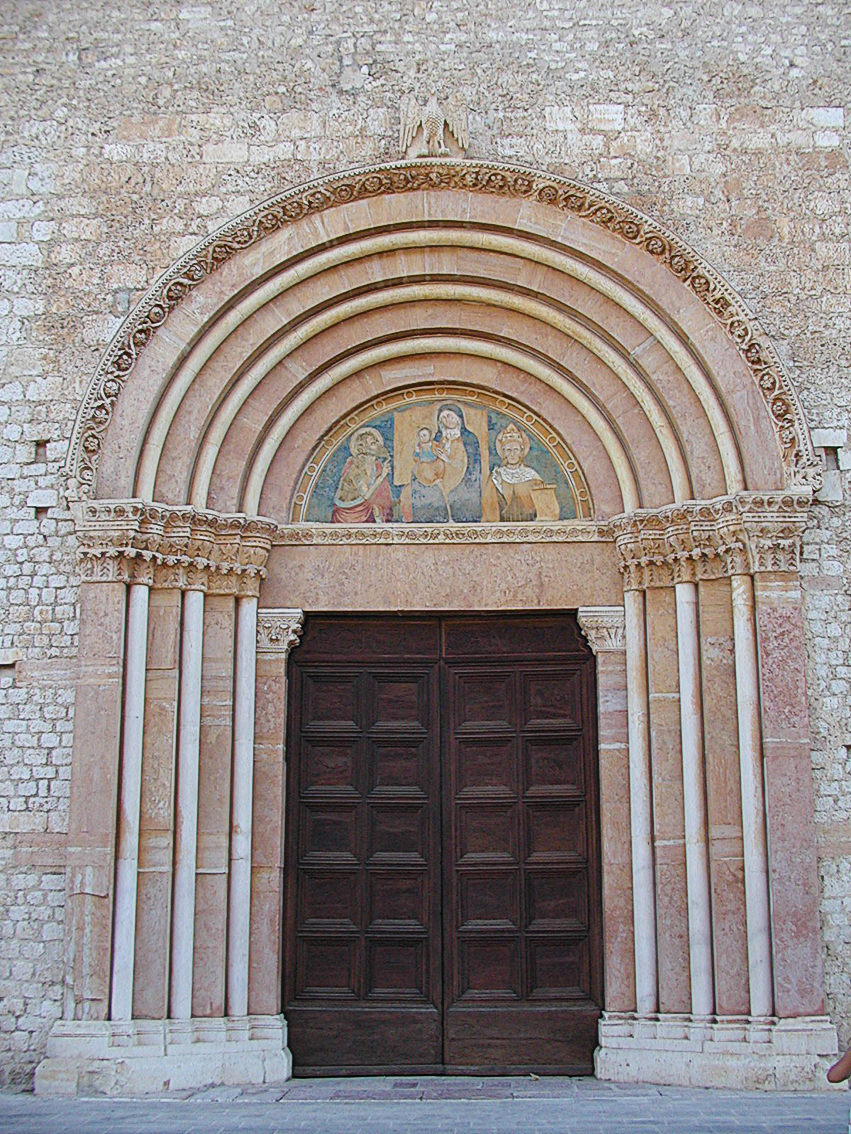
La Porta Santa

La città dell'Aquila sorge su un territorio ad alta sismicità e fin dalla sua fondazione è stata funestata da numerosi e distruttivi eventi tellurici. Il primo terremoto di cui si abbia notizia risale al 13 dicembre 1315. Un altro forte terremoto si verificò il 9 settembre 1349, ebbe un'intensità pari a magnitudo 6,5 della scala Richter e produsse danni valutabili nel X grado della scala Mercalli. Furono sbrecciati e atterrati ampi tratti delle mura cittadine e crollarono moltissime case e chiese. Le vittime furono ottocento e, poiché all'epoca gli abitanti di Aquila erano meno di diecimila, si trattò di quasi il 10% della popolazione. La gran polvere che si alzò, gravò sulla città per molto tempo, impedendo il salvataggio repentino di coloro che erano stati travolti dalle macerie. La difficile e laboriosa ricostruzione scoraggiò una parte della popolazione, che preferì tornare ai villaggi e castelli dai quali erano venuti i loro avi. Di fronte all'esodo massiccio della popolazione e alla conseguente prospettiva di veder prematuramente cancellata la città, il condottiero e governatore della città Lalle I Camponeschi fece presidiare le mura cittadine e ne fece chiudere le porte con tavoloni di legno.

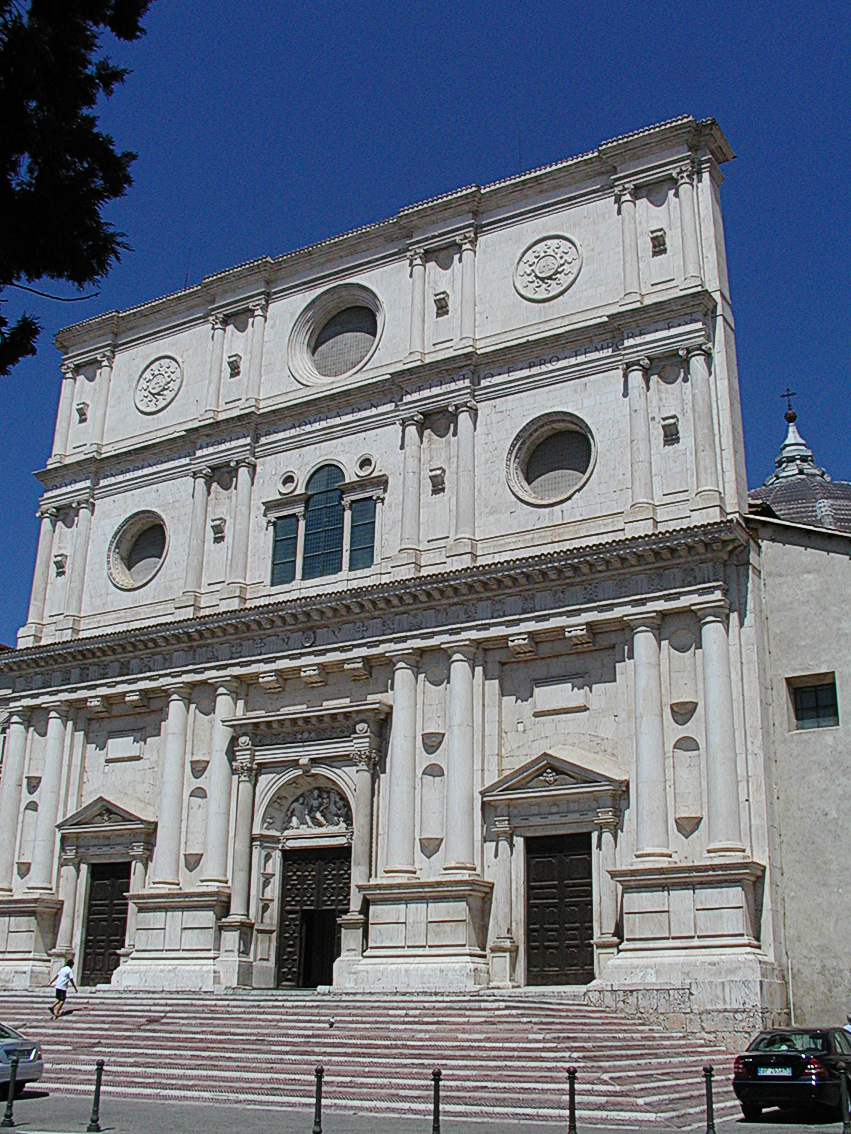
La basilica di San Bernardino

La città, rimasta fedele alla casa reale degli Angiò-Durazzo, fu individuata come obiettivo sensibile durante la guerra contro gli aragonesi. Questi ultimi assoldarono Braccio da Montone, promettendogli la signoria cittadina nel caso in cui fosse riuscito a prenderla. Dopo un anno di assedio (1423-1424) Aquila, anche se stremata ed esausta, ne uscì vincente: si affrancò così dal potere regio e rafforzò il suo ordinamento sociale che fu liberato dai vincoli feudali, preparandosi così a un periodo di rinascita.

### Età moderna
Il Quattrocento corrisponde all'età d'oro della città di Aquila. Terminata la ricostruzione, prosperò grazie ai suoi commerci, in particolare di lana, estendendo le proprie relazioni fino a Firenze, Genova e Venezia e anche verso paesi quali la Francia, i Paesi Bassi e la Germania.
La città tenne, a vario titolo, una zecca sin dal 1382, sotto Luigi I d'Angiò, istituzione rinnovata anche dagli Aragonesi e dagli Spagnoli, mentre è del 1458, da parte di Ferrante d'Aragona, la licenza di istituire l'Università. Nel 1482 Adam Burkardt, allievo di Johannes Gutenberg, vi impiantò una tipografia, assicurando larga diffusione di opere preziose.
In questo tempo la città fu famosa anche per la prolungata dimora di tre grandi santi francescani: Bernardino da Siena, Giovanni da Capestrano e Giacomo della Marca. Alla morte del primo, avvenuta in città il 20 maggio 1444, la popolazione chiese e ottenne da papa Eugenio IV il permesso di custodirne le spoglie e fu così edificata allo scopo la basilica di San Bernardino nel 1472.

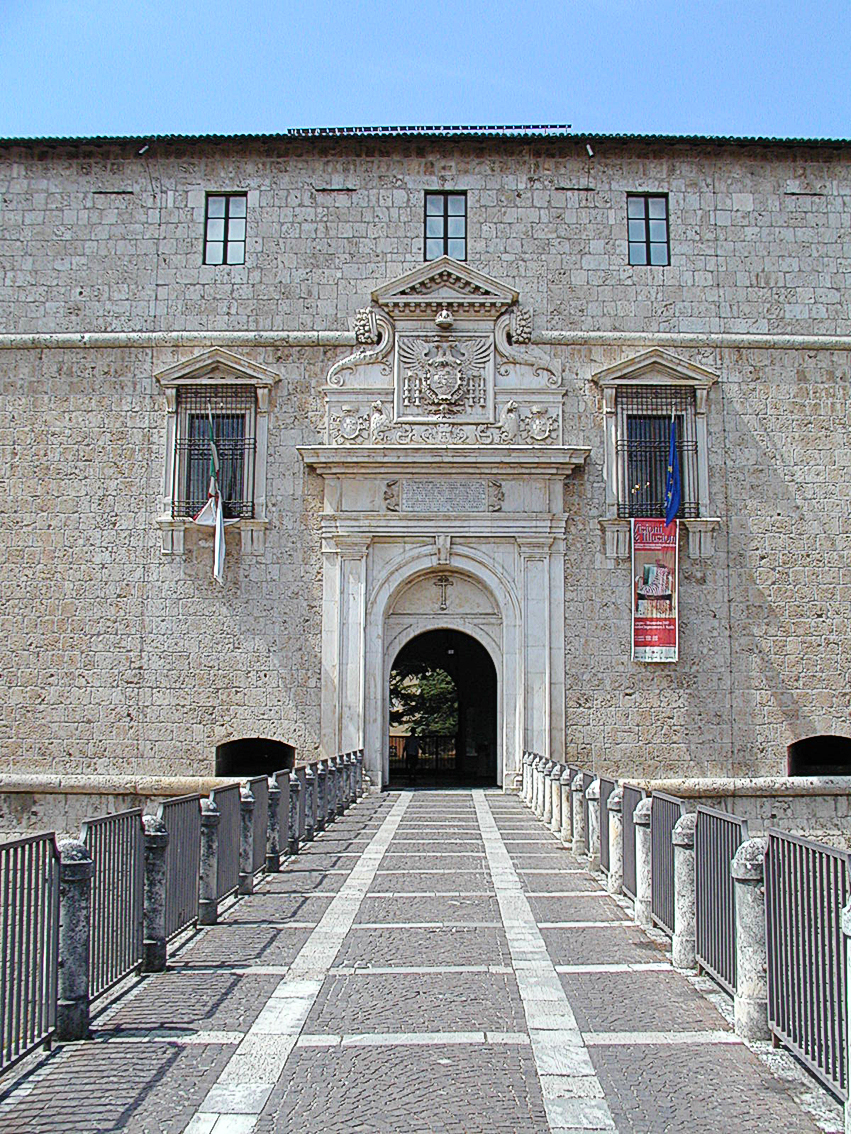
Il portale d'Ingresso del Forte spagnolo con lo stemma di Carlo V

Il 26 novembre 1461 si verificò un nuovo violento sisma di intensità stimata in magnitudo 6,4 della scala Richter e distruttività pari al X grado della scala Mercalli. Successivamente alla scossa principale del 26 novembre, seguì una serie di eventi sismici che si protrassero per circa due mesi, con ulteriori forti scosse. Le fonti riportano della pressoché totale distruzione di Onna, Poggio Picenze, Castelnuovo e Sant'Eusanio.
Nel frattempo, il Regno di Napoli, e con esso Aquila, era passato agli Aragonesi. Nel 1527 la cittadinanza aquilana si ribellò al nuovo dominatore, provocando l'immediata rappresaglia spagnola. Il viceré Filiberto di Chalon la devastò e la separò dal suo contado. Inoltre inflisse una multa pesantissima, che superava ogni possibilità degli aquilani, e con questo denaro contribuì alla costruzione del Forte spagnolo, sul cui portale campeggia la scritta Ad reprimendam aquilanorum audaciam, ovvero "per la repressione dell'audacia degli aquilani", finalizzato a scoraggiare ogni possibile successiva ribellione. In seguito, la città tentò faticosamente di rialzarsi, ma la sua ripresa venne nuovamente rallentata dai terremoti del 1646 e del 1672.

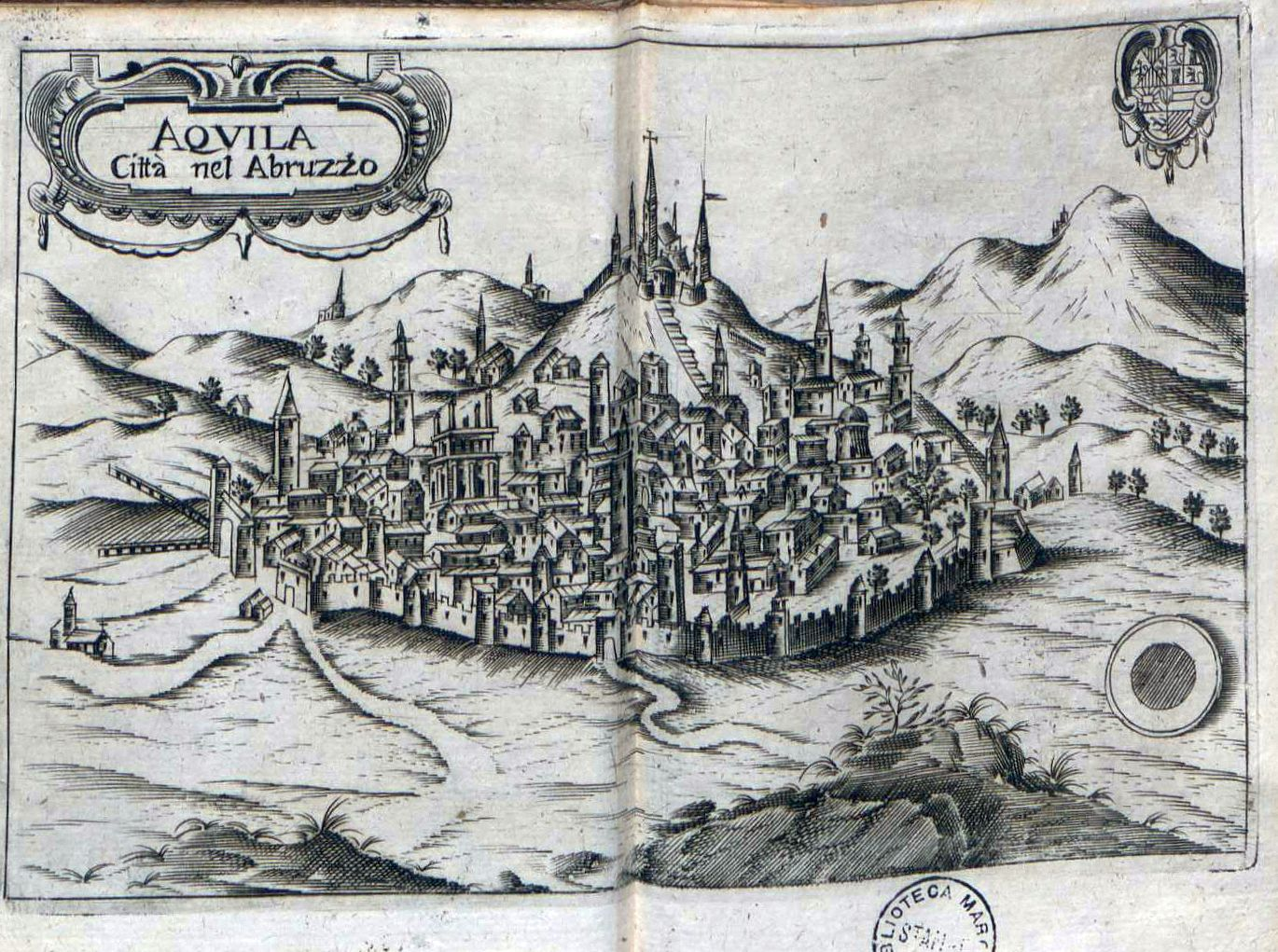
L'Aquila nellItinerario di Franz Schott, 1647

Nel Settecento la città fu interessata da uno sciame sismico, che culminò con un violentissimo terremoto che, ancora una volta, la rase al suolo. La prima scossa della lunga sequenza si verificò il 14 ottobre 1702, ma la maggiore venne registrata il 2 febbraio del 1703 e si stima che abbia avuto una magnitudo 6,7 della scala Richter causando devastazioni stimate nel X grado nella scala Mercalli.
Quasi tutte le chiese e gli edifici pubblici cittadini crollarono o riportarono gravissimi danni. Si stima che nelle varie scosse che colpirono la città, quell'anno siano morte oltre 6 000 persone. Le chiese di San Bernardino (di cui rimasero in piedi solo il coro, la facciata e le mura laterali), San Filippo, San Francesco, Sant'Agostino, il duomo e tutti i palazzi della città risultarono rasi al suolo oppure pesantemente danneggiati.

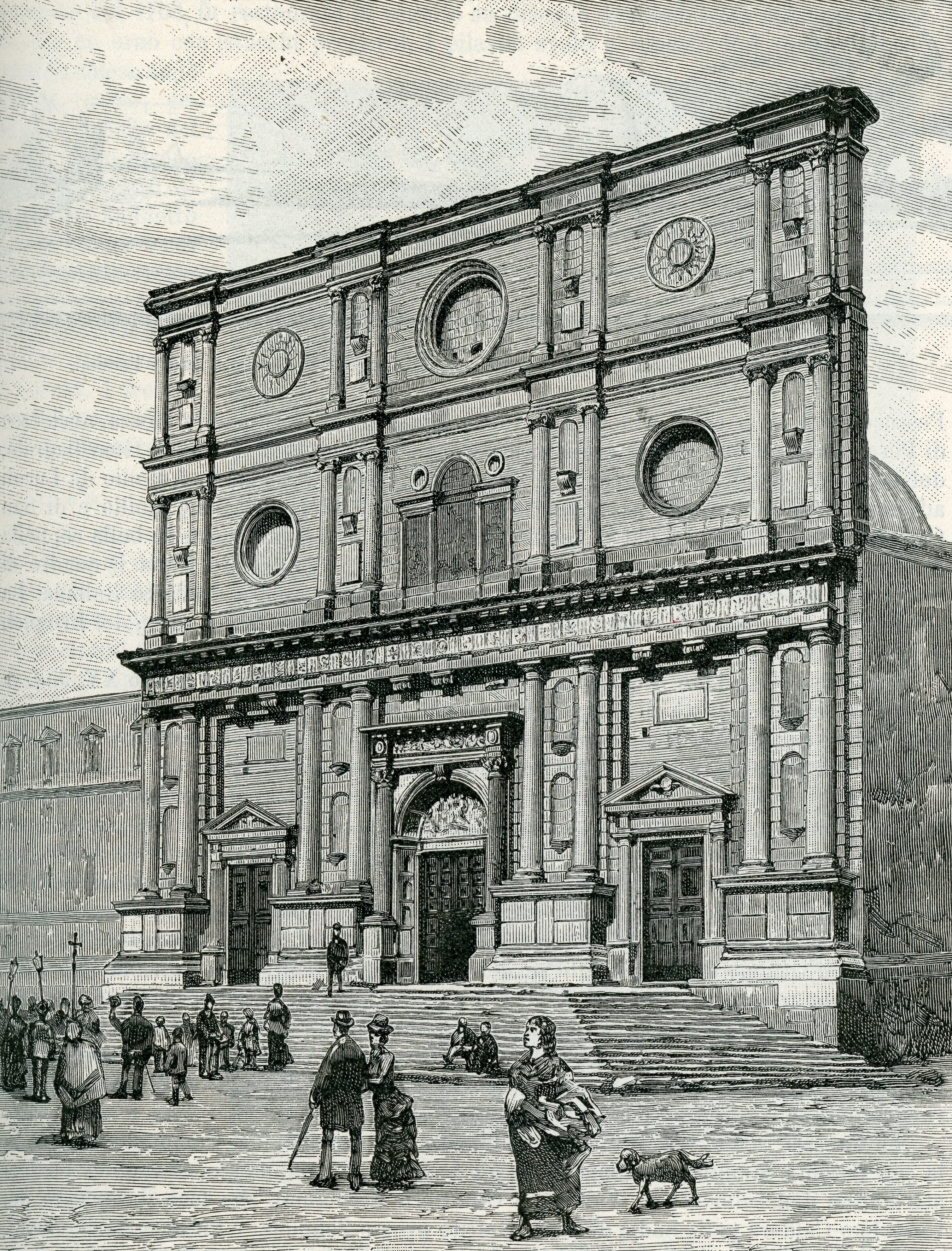
La basilica di San Bernardino in un'incisione di Gustavo Strafforello (1899)

La pace di Vienna (1738) pose fine alla dominazione austriaca: la città passò quindi sotto dominazione borbonica. Nel 1799 il Regno fu invaso dai francesi si instaurò la Repubblica Partenopea, sostenuta dagli sforzi degli intellettuali illuministi. Dopo un primo ritorno dei Borbone sul trono di Napoli, nel 1806 i francesi ripresero possesso del Regno con Giuseppe Bonaparte e Gioacchino Murat. Anche questa volta un'insurrezione provocò la reazione degli occupanti e Aquila venne saccheggiata.

### Età contemporanea
Durante il Risorgimento, gli aquilani parteciparono attivamente ai moti sotto la guida di Pietro Marrelli, che il 20 novembre 1860 ospitò ad Aquila, nel Convento di San Giuseppe, Giuseppe Mazzini in persona.
Con l'unità d'Italia, fu assegnato alla città il ruolo di capoluogo della regione geografica Abruzzi e Molise (fino al 1970 le regioni non esisteranno come ente amministrativo italiano, venendo considerate solamente come enti statistici). In quell'occasione il nome della città fu modificato in "Aquila degli Abruzzi".
Nel 1927, una legge, nota col nome di Grande Aquila, sancì l'accorpamento di 8 comuni dell'aquilano al capoluogo. Nel 1947 Lucoli, dopo essere stato per 20 anni parte del territorio aquilano, fu l'unico comune a tornare autonomo, a differenza degli altri sette soppressi. Inoltre, nell'ambito del riordino provinciale disposto dal regime fascista, furono istituite le province di Pescara e di Rieti: quest'ultima si compose in parte grazie al territorio del circondario di Cittaducale, che faceva parte della provincia aquilana, per un totale di 1365 km² e 60 000 abitanti circa, mentre alla provincia pescarese venivano ceduti i comuni di Bussi sul Tirino e Popoli.
Nel 1939 la città assunse la denominazione definitiva di "L'Aquila".
Nel 1970 nacquero ufficialmente le regioni. In Abruzzo la scelta di situare diversi assessorati a Pescara provocò numerose reazioni e polemiche in città. Ne seguirono anche veri e propri disordini e scontri di piazza, i cosiddetti moti dell'Aquila, prevalentemente guidati e sponsorizzati dai partiti locali di estrema destra del tempo. L'accordo finale riconobbe alla città il ruolo di capoluogo dell'Abruzzo, ma concesse a Pescara di ospitare diversi uffici ed assessorati regionali e regolari riunioni di giunta e consiglio.

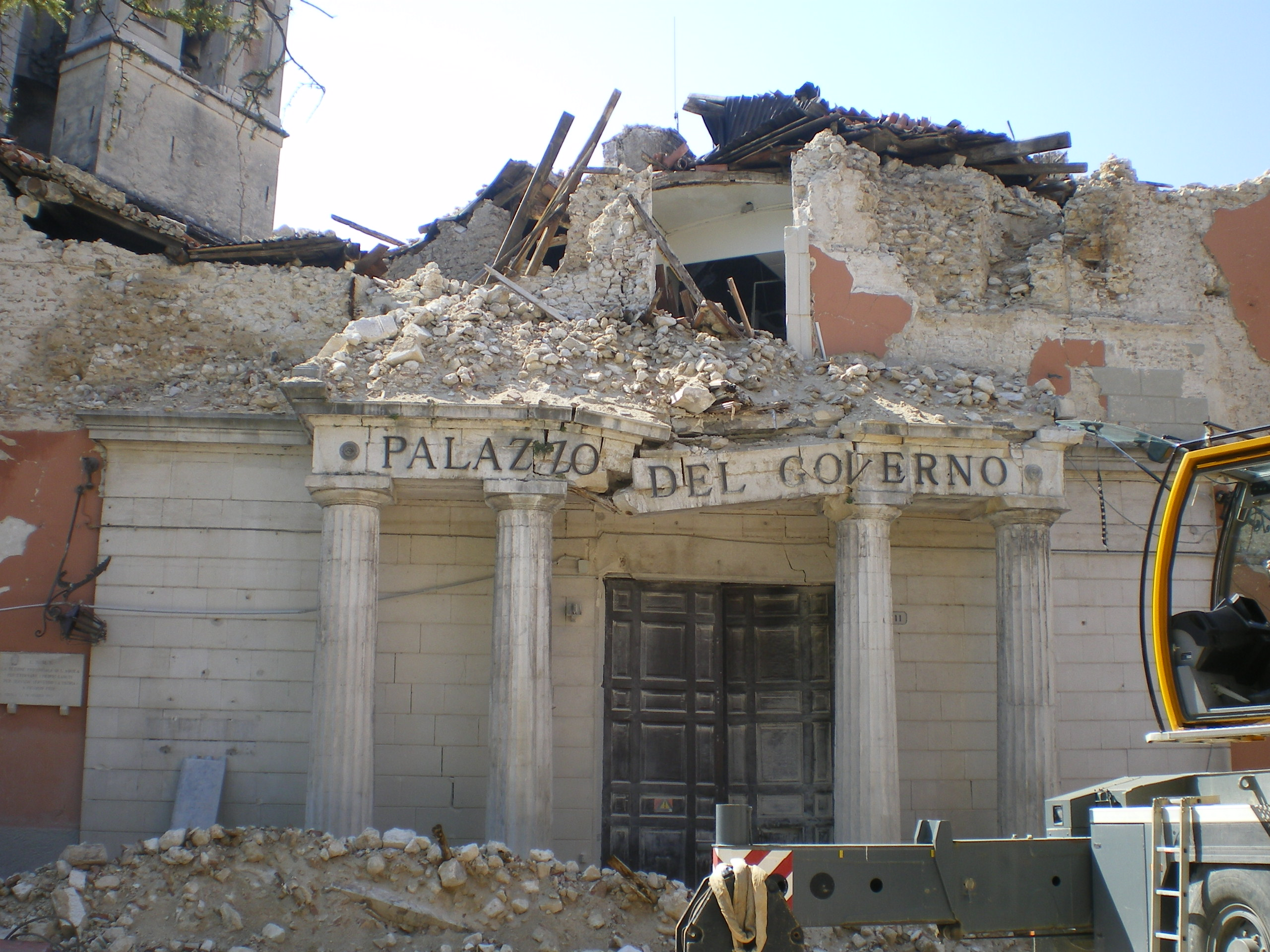
Il Palazzo del Governo dopo il sisma, simbolo della distruzione

Il 6 aprile 2009, alle ore 3:32, dopo diversi mesi di lievi scosse localizzate e percepite in tutta la zona dell'aquilano, L'Aquila fu colpita da un terremoto di magnitudo 6,3 Mw (5,9 Ml secondo la scala Richter) e tra l'8º e il 9º grado della scala Mercalli, con epicentro situato nella zona di Roio. Il bilancio finale fu di 309 vittime e oltre 1 500 feriti, mentre la quasi totale evacuazione della città portò a 65 000 il numero degli sfollati. Nei giorni successivi al sisma principale altre forti scosse, pur se di intensità minore, colpirono l'aquilano: una forte scossa di magnitudo 5,6 Mw alle ore 19.47 del 7 aprile 2009, una di magnitudo 5,4 Mw alle ore 2:52 del 9 aprile 2009 e una di 5,2 Mw alle ore 21:38 del 9 aprile 2009.
Il sisma riversò la sua forza sull'abitato e sui paesi limitrofi, tra i quali Onna, Roio, Villa Sant'Angelo, Castelnuovo, Tempera, San Gregorio e Paganica. Il capoluogo stesso presenta crolli anche totali in molte zone e gravissimi danni alla maggior parte degli edifici di valore storico e culturale. Le chiese principali risultarono gravemente danneggiate o quasi completamente crollate.

### Simboli
Lo stemma è riconosciuto con decreto del Capo del Governo del 14 luglio 1937.
L'articolo 2 dello statuto comunale dell'Aquila descrive lo stemma e il gonfalone della città.
(Stemma)
(Gonfalone)

## Monumenti e luoghi d'interesse
Per via dei numerosi terremoti succedutisi sin dalla fondazione della città, molti dei monumenti dell'Aquila sono stratificati su tre stili: medievale, rinascimentale e barocco.

### Architetture religiose

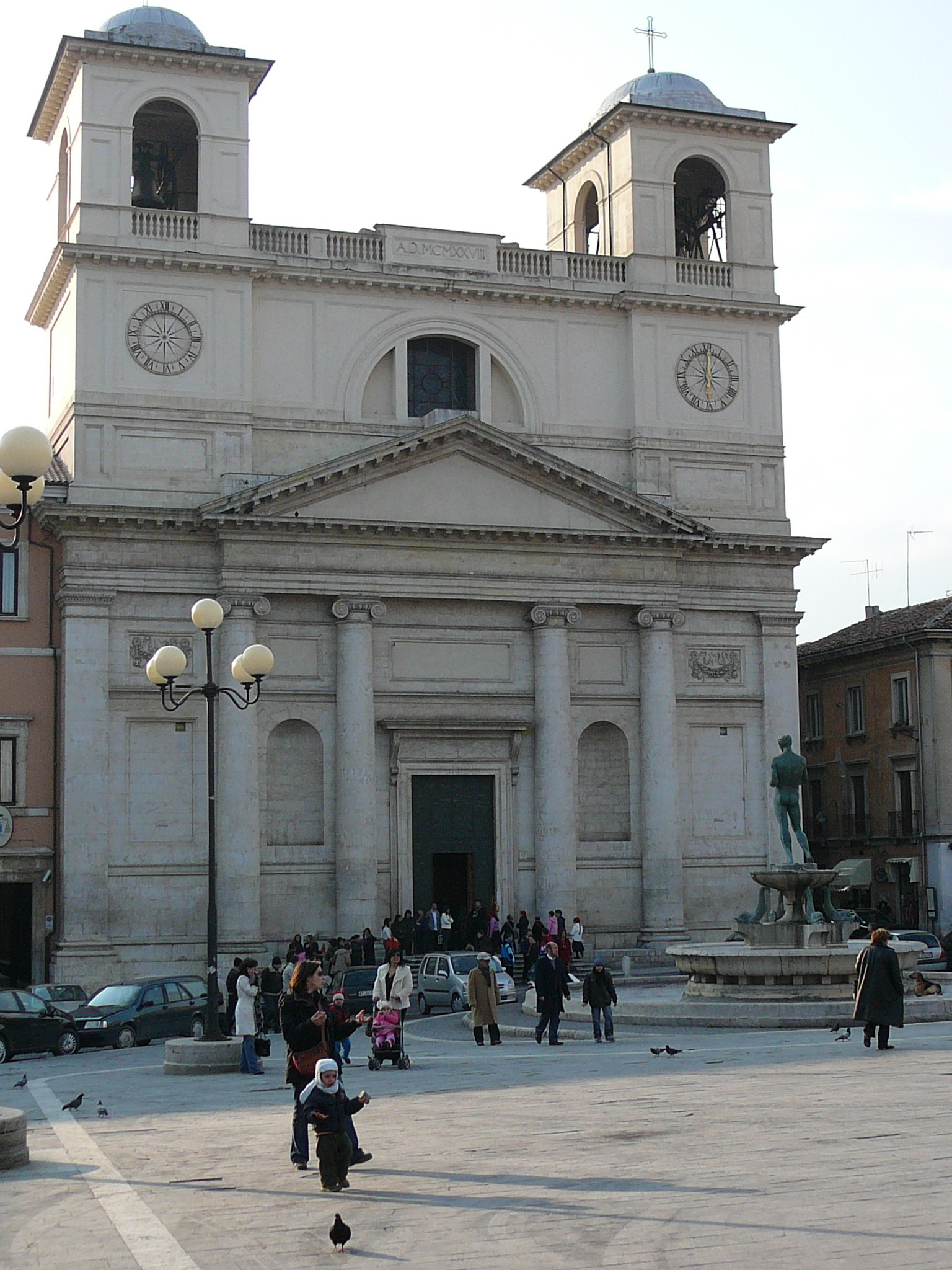
Cattedrale dei Santi Massimo e Giorgio

Le chiese in centro storico ancora attive sono oltre 60, indice del grande numero di chiese che la città ospitava in passato, alcune delle quali distrutte dai terremoti o nel piano regolatore della città degli anni '30. Le principali sono le tre basiliche (San Bernardino, Collemaggio e San Giuseppe Artigiano), la Cattedrale dei Santi Massimo e Giorgio, le quattro chiese capoquarto (Santa Giusta, Santa Maria Paganica, San Marciano e San Pietro a Coppito), e le chiese di San Silvestro e delle Anime Sante.
Anche nelle frazioni si contano diversi edifici religiosi, tra i quali il santuario della Madonna d'Appari a Paganica, la chiesa e il convento di San Giuliano nell'omonimo quartiere, le chiese di San Michele Arcangelo a San Vittorino, di Santa Giusta fuori le mura a Bazzano, di San Franco ad Assergi e il santuario di San Pietro della Ienca. Quest'ultimo, robusto e compatto, edificato in pietra e con una pianta rettangolare a navata unica, è celebre per una visita pastorale di papa Giovanni Paolo II. La chiesa presenta una facciata preceduta da un piccolo giardino con fontanile di pietra per l'abbeveratoio delle pecore, e con una statua di bronzo di San Giovanni Paolo II.

### Architetture civili

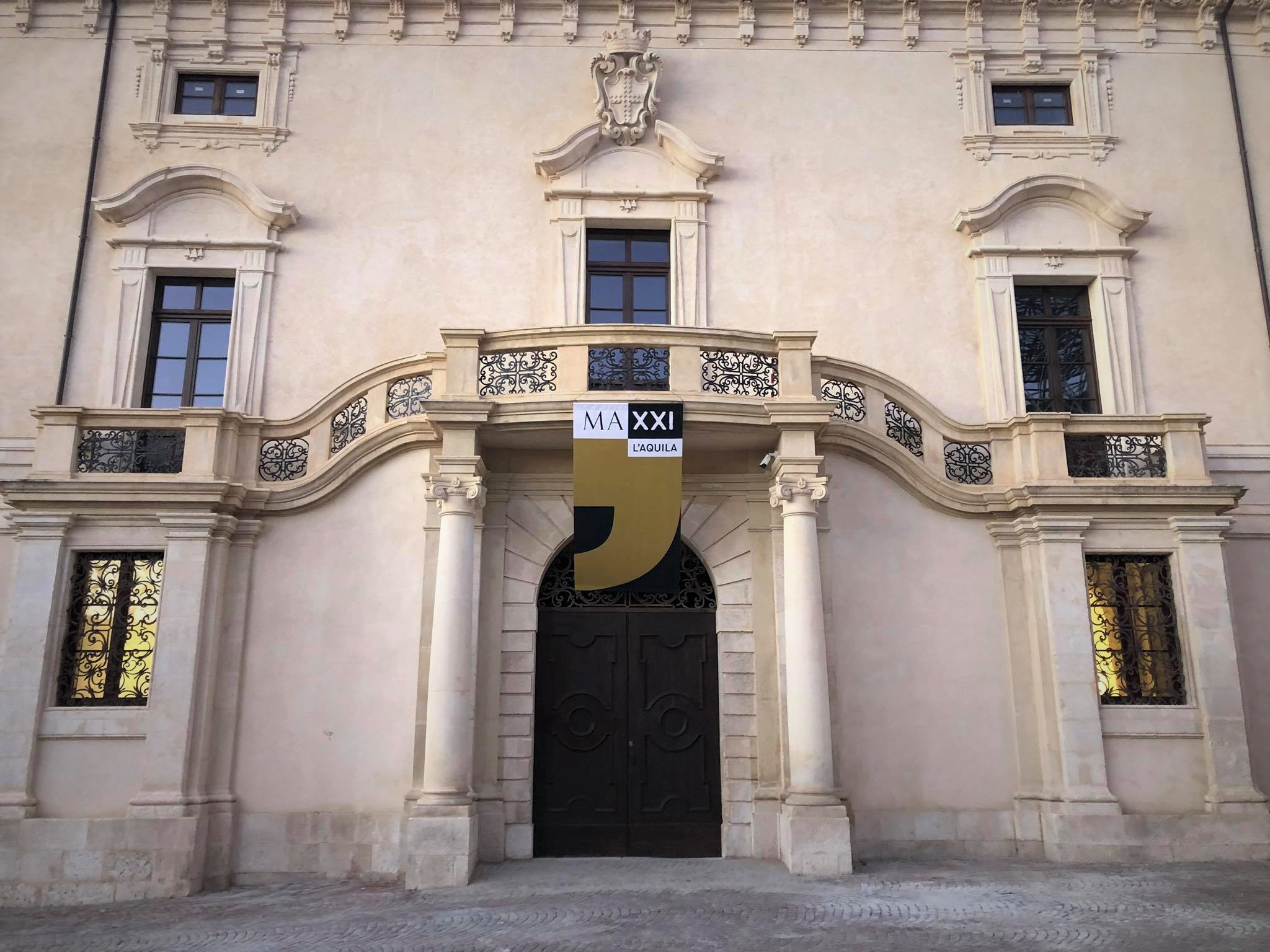
Palazzo Ardinghelli

I palazzi principali della città sono Palazzo Margherita con la torre civica, sede del municipio, Palazzo dell'Esposizione, sede del consiglio regionale, Palazzo Centi, sede della presidenza della Regione, Palazzo Ardinghelli, sede del MAXXI L'Aquila, Palazzo Fibbioni, sede provvisoria del municipio dal 2015 al 2023, Palazzo del Convitto, sede della Biblioteca Salvatore Tommasi e del convitto, Palazzo Silone, sede della giunta regionale, l'ex mattatoio, sede provvisoria del Museo nazionale d'Abruzzo, Palazzo Cappa Cappelli, Palazzo Carli Benedetti, Palazzo Pica Alfieri, Palazzo del Governo, Palazzetto dei Nobili e Palazzo Farinosi Branconi.
In città si trovano anche le Cancelle, delle strutture ubicate in via Simeonibus, rimontate negli anni '30 nella posizione attuale, poiché prima si trovavano accanto al Duomo. Sono dei particolari archi ogivali legati fra loro, risalenti al XV secolo, inseriti alla base di un palazzo rinascimentale. Antico mercato del pesce, è in stato di abbandono dal 1830, dopo che in seguito alla visita di re Ferdinando IV di Borbone nel 1796, si optarono vari progetti per lo spostamento delle logge del pesce nella città storica.

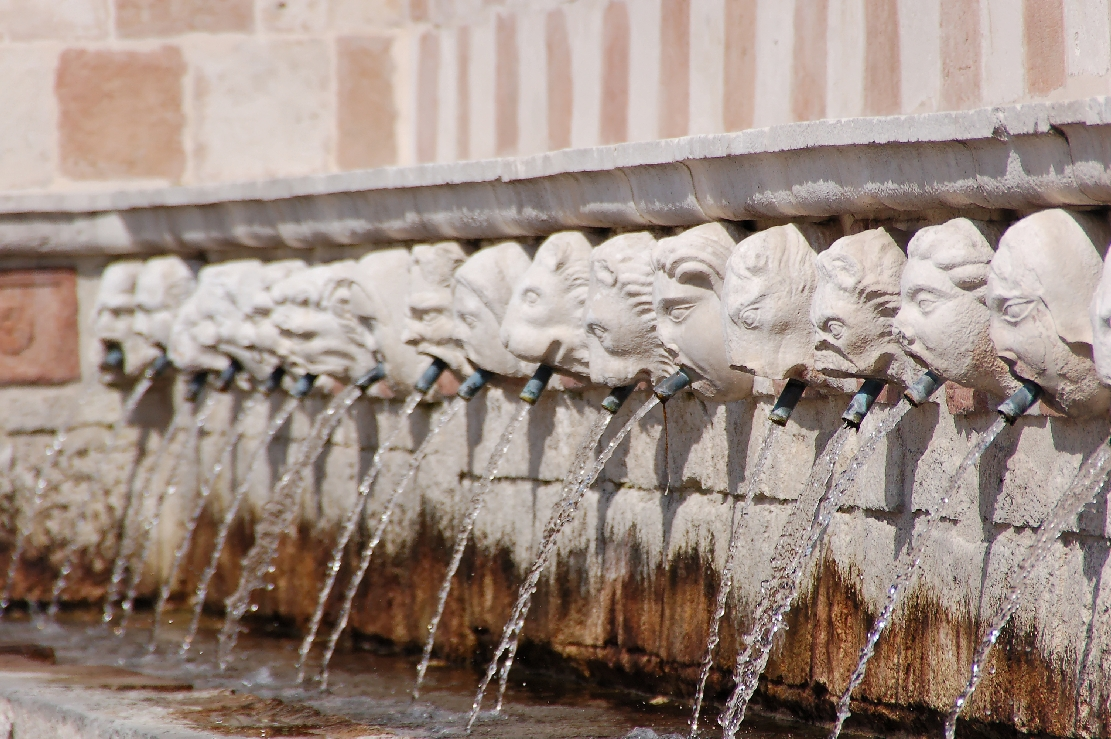
Particolare della fontana delle 99 cannelle

All'Aquila sono presenti diverse fontane; la principale è la fontana delle 99 cannelle, sita a Borgo Rivera. Altre degne di nota sono la Fontana luminosa, nei pressi del Castello, la Fontana Vecchia, ovvero la coppia di fontane sita in piazza Duomo, e la Fontana del Nettuno, presso piazza Regina Margherita.
I rifugi montani siti nel territorio comunale sono:
- Rifugio Duca degli Abruzzi (2338 m) sul Monte Portella;
- Rifugio Giuseppe Garibaldi (2230 m) nella conca di Campo Pericoli;
- Rifugio Fontari: situato a Campo Imperatore, sopra "le Fontari";
- Rifugio Antonella Panepucci Alessandri (1700 m) sul Monte San Franco.

Fino al 16 novembre 2024 sul versante sud del Corno Grande vi era anche il Bivacco Andrea Bafile (2669 m), poi rimosso perché pericolante.

### Architetture militari

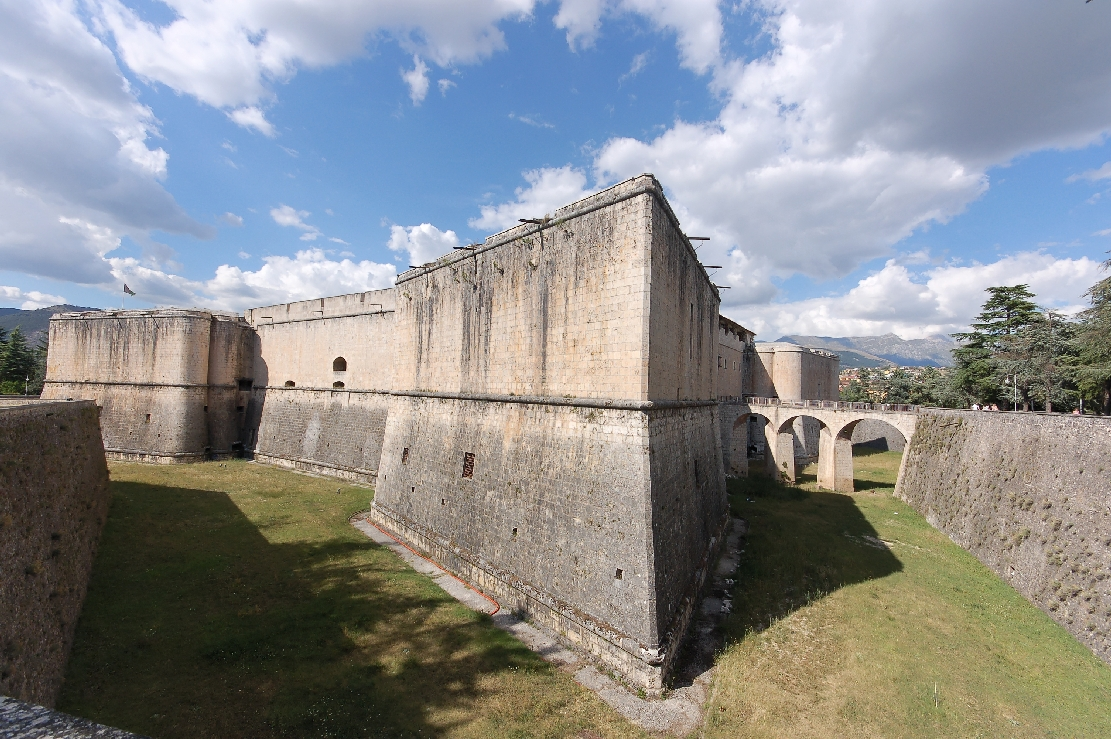
Il Castello Cinquecentesco (Forte spagnolo)

Le principali architetture militari della città sono il Forte spagnolo (o Castello Cinquecentesco), sito nel quarto di Santa Maria a nord del centro storico, formato da una struttura a pianta quadrata con quattro bastioni agli angoli e realizzato su progetto di Pedro Luis Escrivá, il Torrione, parte di una tomba romana del I secolo, o di un pilastro di un antico acquedotto medievale del XIII secolo e danneggiato dal sisma del 2009, che ha fatto crollare 5 dei suoi 15 metri di altezza, e la cinta muraria, che cinge il centro cittadino ed è stata più volte rimaneggiata con l'aggiunta di porte, lo spostamento di alcuni tratti (come nel XVI secolo per far posto al Forte spagnolo) e la demolizione di altri (nel Novecento con la creazione dell'area degli impianti sportivi e il Quartiere Eritrea).

### Le mura aquilane

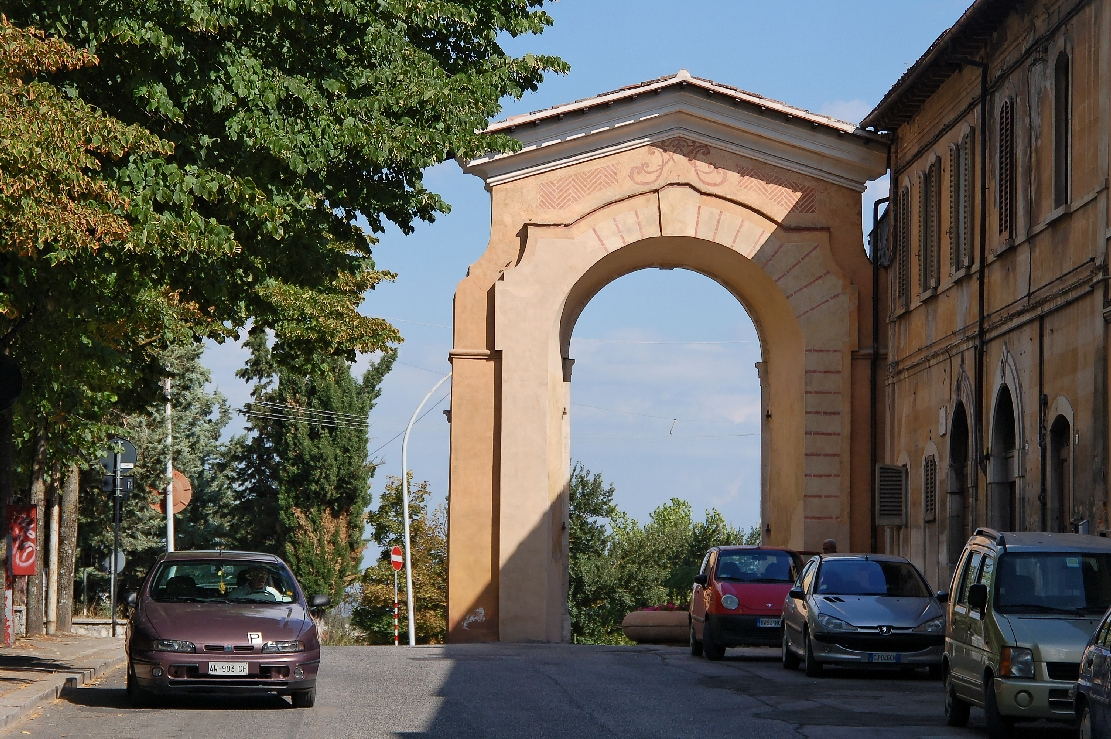
Porta Castello

Notizie delle fortificazioni della città si hanno dopo la ricostruzione della città nel 1265, finanziata da Carlo I d'Angiò, poiché la precedente città sveva fondata nel 1254 era stata distrutta da Manfredi di Sicilia nel 1259. Il complesso murario fu molto imponente e protetto, come riportano anche gli storici Buccio di Ranallo e Anton Ludovico Antinori (XVIII secolo) negli Annali aquilani, dove dice che all'epoca del terremoto del 1703, la città che era provvista di 86 torri e 12 porte, a causa di vari problemi e della perdita d'importanza di molti accessi, gli accessi principali furono ridotti a quattro: Porta Bazzano, Porta Romana, Porta Napoli e Porta Santa Maria o Castello.
Tuttavia, come dimostra la stessa pianta della città del 1575, opera di Girolamo Pico Fonticulano, L'Aquila era dotata di una cinta muraria davvero vasta, che si estendeva ben oltre la terra colonizzata dalle case, per permettere la coltivazione di campi dentro il controllo delle torri, come dimostrano i feudi di Campo di Fossa, Largo Castello e Porcinaro. Le porte erano state fondate in corrispondenza dei vari "locali" di colonizzazione, poiché la città venne costruita dai mercanti e artigiani dei castelli che sorgono attorno alla conca nella vallata dell'Aterno, come Paganica, Bazzano, Roio, Arischia, Lucoli, Assergi, e a ogni castellano durante la costruzione della città venne affidato un locale dove costruire case coloniche, palazzi e chiese, da cui la leggenda dei 99 castelli con 99 piazze, 99 chiese, 99 palazzi, simboleggiata dai mascheroni della fontana delle 99 cannelle, nella parte meridionale della città.
Tracciato delle mura aquilane
Dunque in base ai maggiori castelli che fondarono la città, successivamente nel 1276 ripartiti in quattro rioni (Santa Maria, San Pietro, San Giorgio, San Giovanni), esistono ancora oggi, tranne alcuni tratti murari demoliti, le basi a scarpa delle torri di controllo con le porte di accesso, ma seguendo la mappa del Fonticulano ci si può meglio orientare sull'antico assetto murario. Da nord-ovest, dove si trova il Castello spagnolo, sorgeva Porta Santa Maria, ossia l'attuale ingresso, dalla Fontana luminosa di D'Antino (1934), a Corso Vittorio Emanuele tra Palazzo Leone e Palazzo del Combattente, poi proseguendo verso est, in senso orario, ci sono Porta Castello, Porta Leoni (documentata nel 1316 per un restauro da parte dell'attuale capitano della città), Porta Bazzano, Porta Tione, a sud-ovest, proseguendo in giù: Porta di Bagno, Porta Roiana, Porta Rivera, agli inizi dell'800 in occasione della visita di Ferdinando II delle Due Sicilie venne realizzata Porta Napoli, nella parte estrema a sud del viale Crispi, proseguendo dalla Fontana delle 99 cannelle con Porta Rivera ci sono Porta Stazione o di Poggio Santa Maria, Porta Romana (tra questa e Porta Barete si ipotizza esistesse una certa Porta Pilese), poi il bastione della monumentale Porta Barete, corrispondente lungo il decumano massimo con Porta Bazzano, e tornano a nord-ovest verso il castello, Porta San Lorenzo e Porta Branconio.

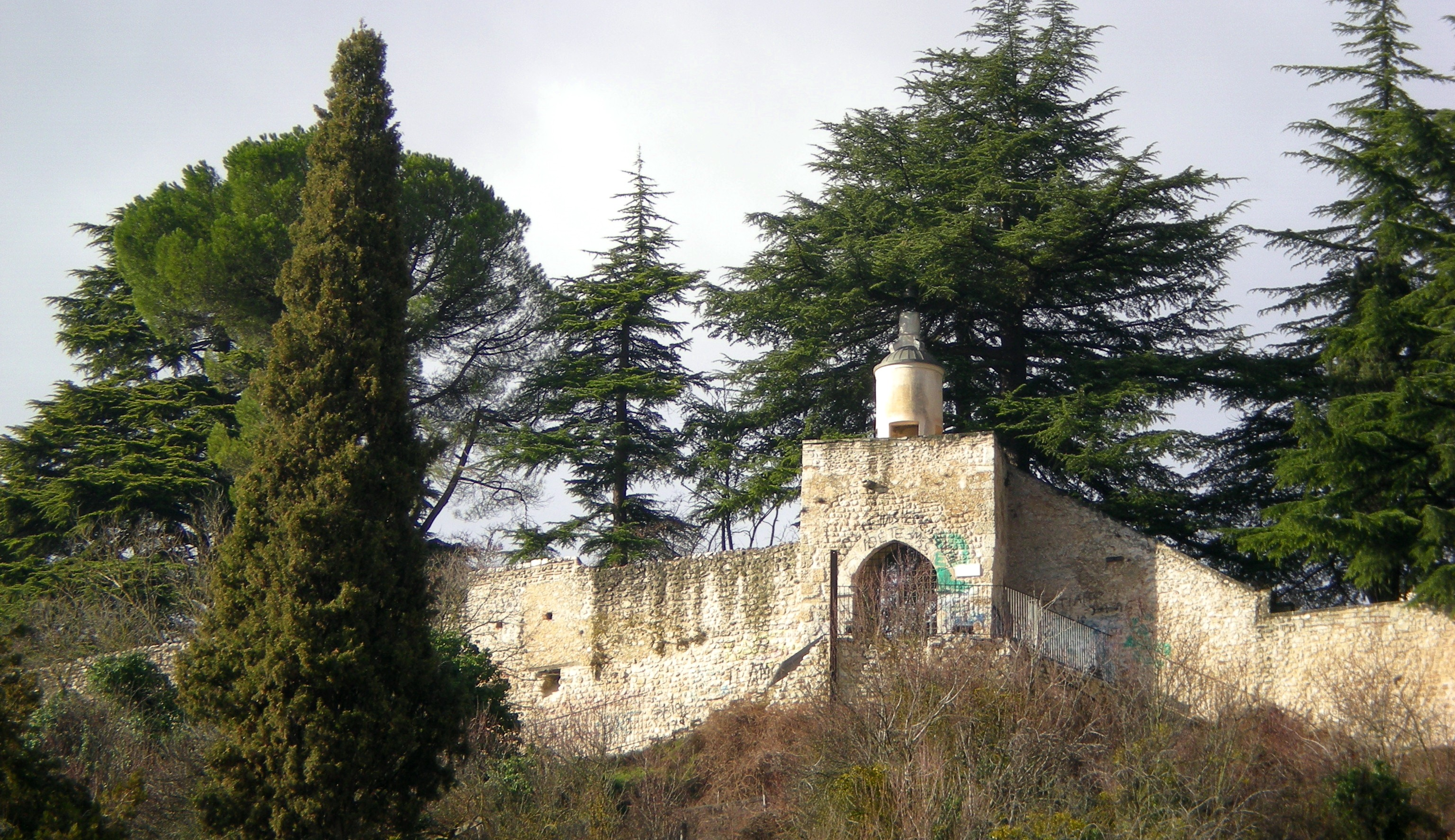
Il tratto murario di Porta Tione

Seguendo il perimetro odierno, le mura abbracciano, sempre partendo dal castello in senso orario via Castello, via Zara, via Luigi Signorini Corsi (dove costeggiano l'Istituto Dottrina Cristiana), via Francesco del Greco (dove si trova Porta Leoni), via Invalidi di Guerra (dove si trova il moderno quartiere Costanzo Ciano), via Barbara Micarelli, che si immette in via Fortebraccio, da cui si accede mediante Porta Bazzano, poi Costa Picenze con Porta Tione, il viale Luigi Rendina, che comprende una zona in cui le mura sono semi-offuscate dalla mole moderna della sede del Consiglio della Regione Abruzzo, dietro il Palazzo dell'Esposizione, seguendo c'è il viale Luigi Cadorna che occupa una parte non inclusa originariamente nelle mura, che dal viale Crispi riprendevano mediante Porta di Bagno in via Luigi Sturzo. 
Questo tratto è stato negli anni '60 pesantemente modificato con l'urbanizzazione del viale XX Settembre, e restano solo le porte di Lucoli e di Roio; il tratto murario, da sud a ovest, riprende presso il Borgo Rivera con la porta omonima, lungo il viale Tancredi di Pentima, arrivando fino a Porta Poggio Santa Maria, da dove il perimetro risale verso nord lungo il viale XXV Aprile attraversando Porta Romana, confluendo nel viale Roma, dove si trovava Porta Barete. Da qui le mura, attraverso via Santa Croce, proseguono verso il castello, costeggiando gli edifici dell'antico convento di Santa Lucia (oggi sede dell'Opera Salesiana), e mediante il viale San Giovanni Bosco costeggiano Porta Pizzoli (o San Lorenzo), la chiesa di San Silvestro, immettendosi nel viale Duca degli Abruzzi, dove le mura sono stati quasi del tutto demolite, meno il tratto di Porta Branconia, e dove riprendono a costeggiare i monasteri di Sant'Agnese e San Basilio, che si trovano nello spiazzo del Piazzale Battaglione degli Alpini, dove sorgeva Porta Santa Maria Paganica.

### Altro

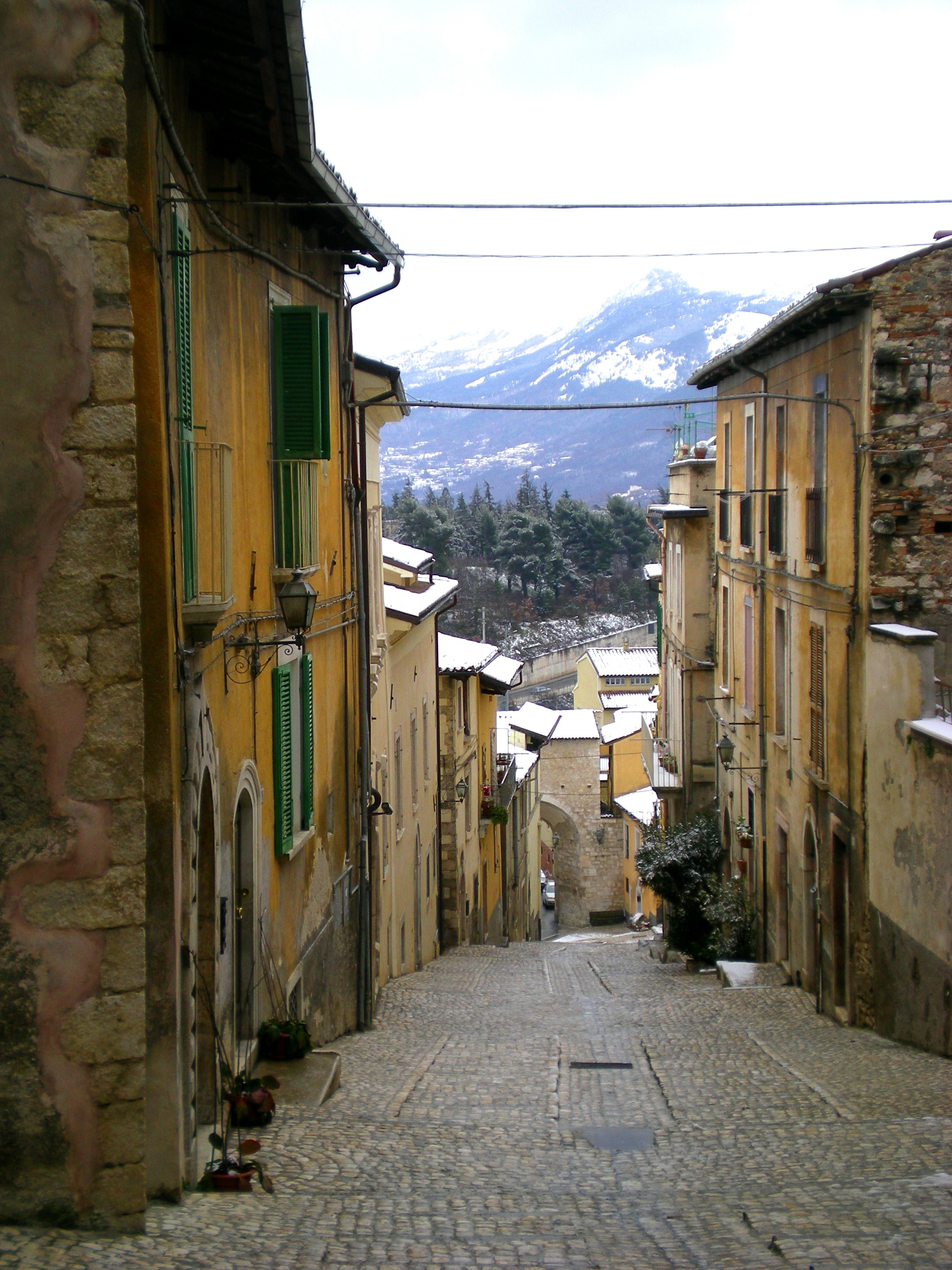
Costa Masciarelli

Tra le principali strade e piazze dell'Aquila vi sono: costa Masciarelli, un vicolo medievale che si sviluppa sul costolone più ripido del centro storico, quello che va da piazza Duomo a Collemaggio, i Quattro Cantoni, l'incrocio del Corso Vittorio Emanuele con Corso Principe Umberto e Via San Bernardino, sul quale si affacciano quattro palazzi (Palazzo Fibbioni, Palazzo del Convitto, Palazzo Ciolina e Palazzo INA), Via Fortebraccio, strada del centro storico al confine tra Quarto San Giorgio e Quarto Santa Maria, Via San Bernardino con la sua scalinata, che conduce all'omonima basilica, Corso Vittorio Emanuele, principale arteria cittadina che attraversa trasversalmente la città dalla Fontana luminosa fino a piazza Duomo, Corso Principe Umberto, uno dei principali decumani della città e Via XX Settembre, uno slargo parallelo le mura che parte dalla via di Porta Napoli, e giunge fino alla via del Complesso di San Domenico. Tra le piazze più importanti ci sono piazza Duomo, la piazza maggiore della città che ospita dal 1303 il mercato cittadino e piazza del Palazzo, che contiene al centro la statua di Sallustio, lo storico romano nato ad Amiternum e ospita Palazzo Margherita, sede del municipio.
A ovest del centro storico c'è il rione Borgo Rivera, risalente al XIII secolo, quando fu costruita la fontana delle 99 cannelle, lungo le mura di Porta Rivera. Il borgo è caratterizzato dunque dalla piazza della fontana, e da un piccolo tempio cristiano, la chiesa di San Vito alla Rivera. Nel 1934 circa fu costruito nella zona il mattatoio. Porta Rivera, semplice arco di pietra a tutto sesto, fa da ingresso al borgo.

### Siti archeologici
I siti archeologici del capoluogo sono 2, entrambi di antiche città: Amiternum, presso San Vittorino, a nord dell'Aquila, che ospita un anfiteatro del I secolo d.C., un teatro di età augustea e una villa di tarda età imperiale, con mosaici e affreschi, oltre a resti di terme e di un acquedotto risalenti anch'essi all'età di Augusto, e Forconium, presso Civita di Bagno, dove sono state ritrovate mura e terme della città (IV secolo - VIII secolo); nel primo medioevo era di rilevante importanza per la presenza della prima Cattedrale di San Massimo, di cui oggi si conservano ampi resti (le tre absidi, le colonne centrali, le mura del perimetro e il campanile).

### Aree naturali

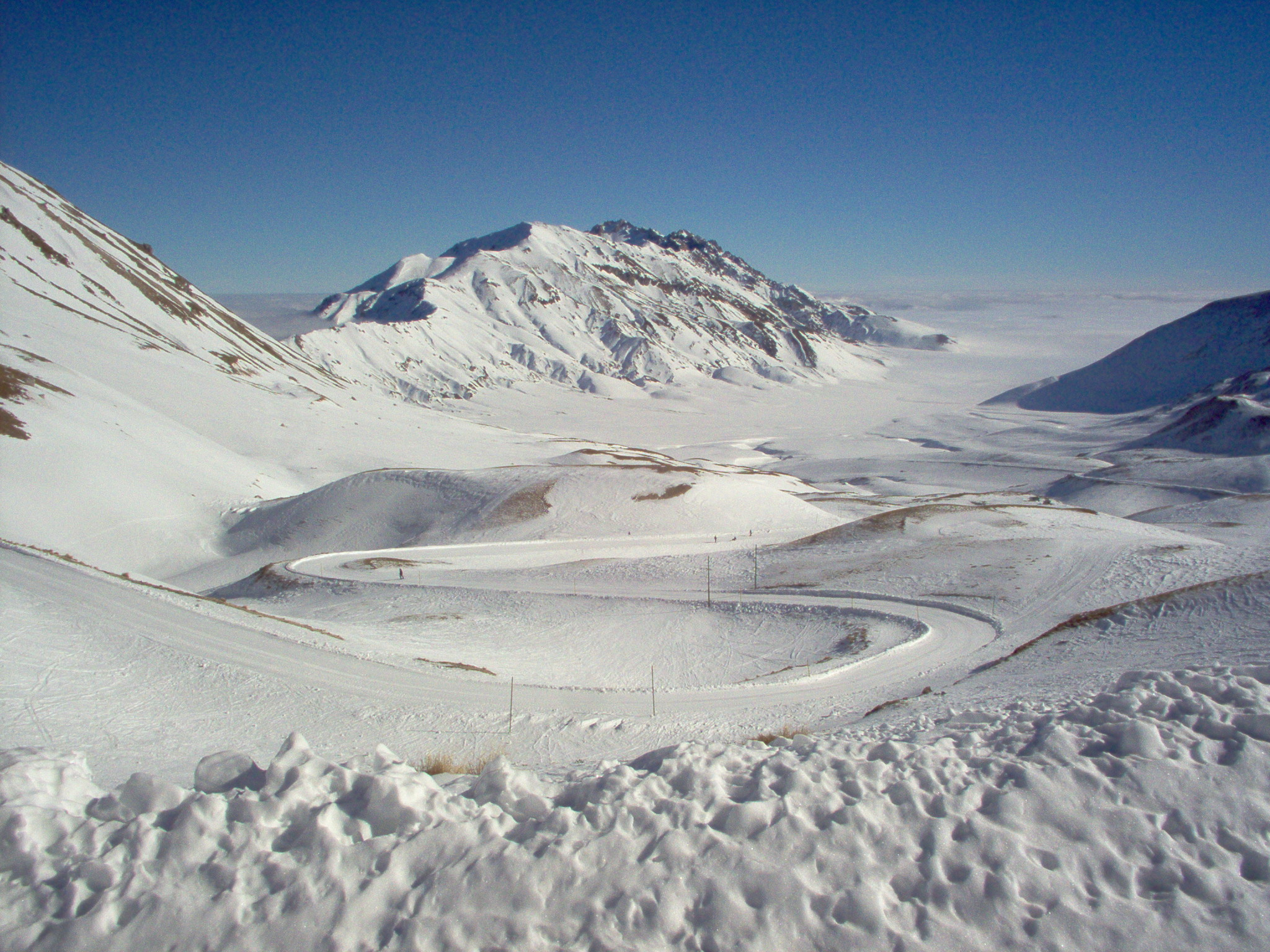
La piana di Campo Imperatore in inverno

Tra le principali aree naturali della città vi sono il Tratturo L'Aquila-Foggia, o Tratturo Magno, il più grande tratturo italiano usato dai pastori transumanti per il viaggio in Puglia fino alla fiera di Foggia del mercato della dogana, il Parco nazionale del Gran Sasso e Monti della Laga, costituito intorno al massiccio del Gran Sasso e meta ambita da turisti, naturalisti, escursionisti e sportivi, con una parte del territorio comunale compreso in esso, e la Riserva naturale regionale Sorgenti del Fiume Vera, un'area protetta costituita intorno alle sorgenti del fiume Vera, nei pressi della frazione di Tempera, che ha dei percorsi che dalla frazione porta direttamente alle sorgenti, risalendo il corso del fiume.

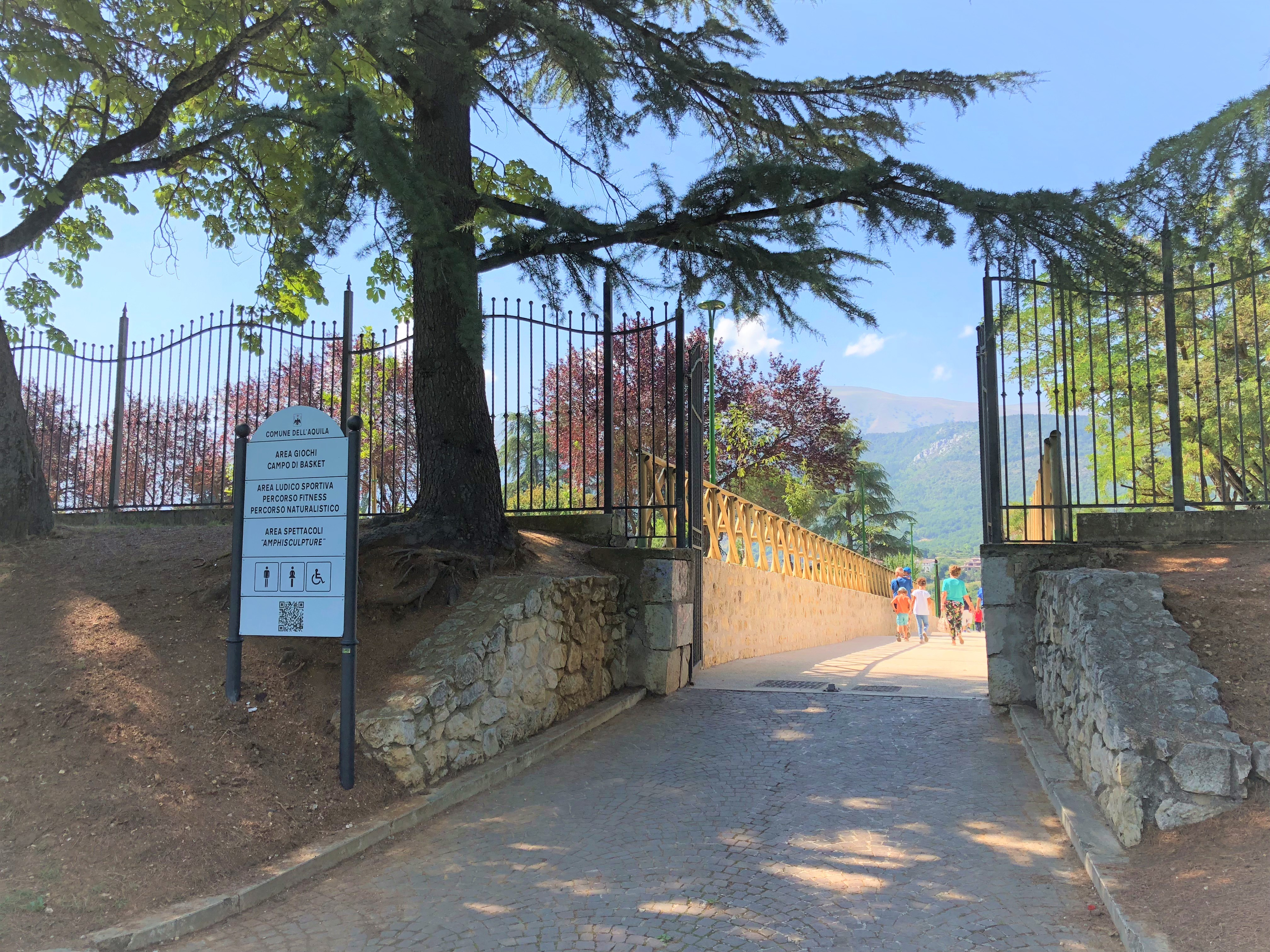
Ingresso al parco del Sole, presso Collemaggio

Ci sono diversi parchi e giardini; il maggiore è il parco del Sole, vicino alla basilica di Collemaggio. Inoltre intorno al Forte spagnolo c'è il parco del Castello, a sud del centro storico si trova la villa comunale e nella periferia ovest si trova piazza d'Armi, che comprende anche alcuni impianti sportivi come la pista d'atletica.
Nella città ci sono anche quattro pinete: a Monteluco (Pineta di Roio), sopra il convento di San Giuliano (Pineta di San Giuliano), sui tornanti del Passo delle Capannelle (Pineta di Arischia/Pizzoli) e, infine, le pinete di Pesco Croce e Colle Cerasitto (le Pinete di Bagno).

## Società

### Evoluzione demografica
L'ultimo dato, aggiornato al 31 ottobre 2023, attesta a 69.698 gli abitanti residenti del comune dell'Aquila.
Abitanti censiti

### Etnie e minoranze straniere
Al 31 dicembre 2023 gli stranieri residenti nel comune erano 6 222, ovvero l'8,92% della popolazione. Di seguito sono riportati i gruppi più consistenti:
- Romania 1 817
- Macedonia del Nord 680
- Albania 667
- Marocco 220
- Ucraina 212
- Pakistan 203
- Perù 174
- Filippine 137
- Bangladesh 131
- Nigeria 119

### Lingue e dialetti
Il dialetto della città dell'Aquila si distingue dai restanti dialetti abruzzesi inserendosi nel gruppo aquilano del dialetto sabino, appartenente ai dialetti italiani mediani. Tratto qualificante di questo gruppo dialettale è la conservazione delle vocali finali atone. In particolare nel dominio reatino-aquilano, area tradizionalmente conservativa, viene tuttora mantenuta la distinzione fra -o e -u finali, a seconda dell'originaria matrice latina: ad esempio all'Aquila si ha cavaju per "cavallo" (latino: caballus), ma scrio per "io scrivo" (latino: scribo).

### Tradizioni e folclore

#### Perdonanza Celestiniana

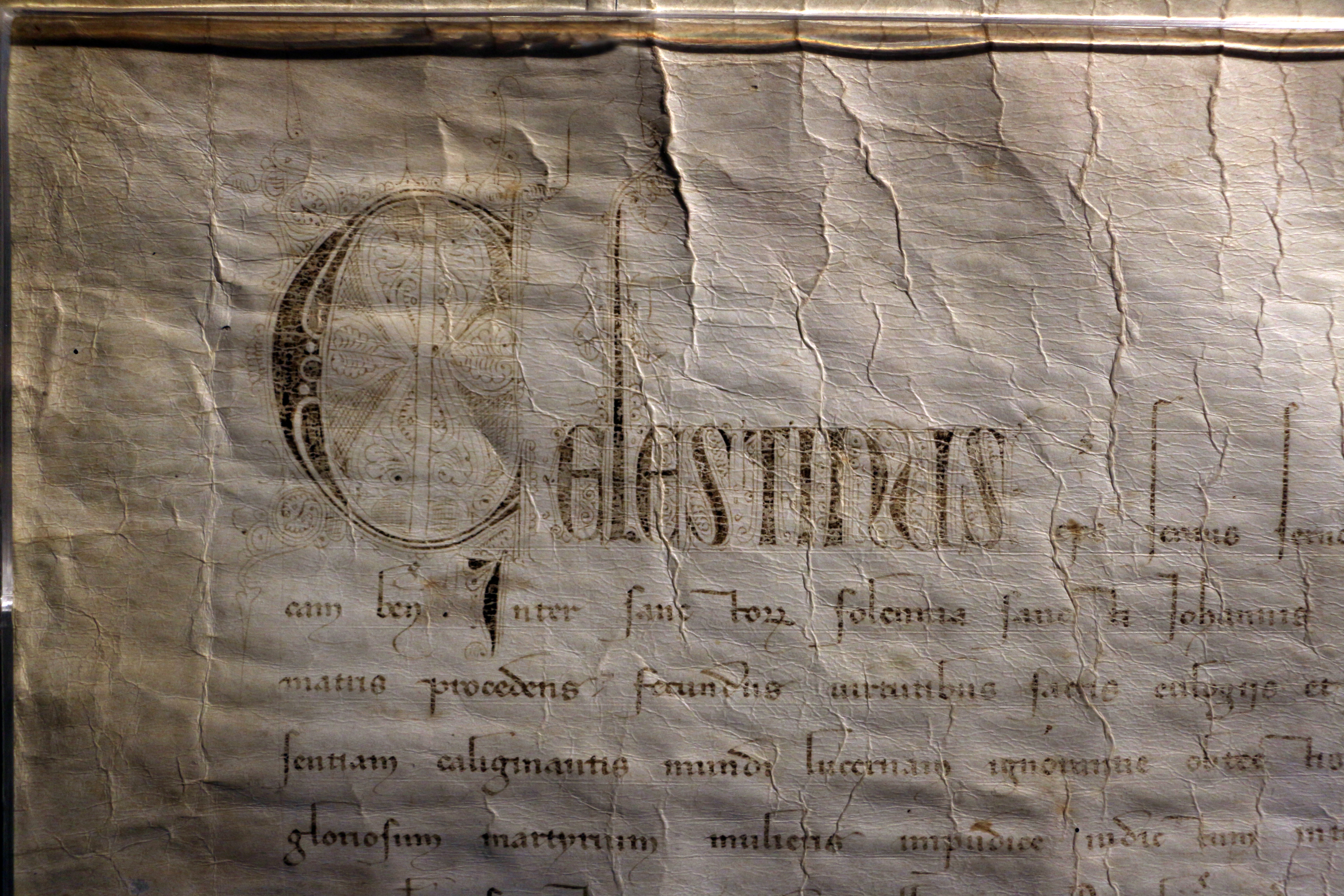
Manoscritto originale della Bolla del Perdono

La Perdonanza Celestiniana si svolge ogni anno nei giorni del 28 e 29 agosto. Il nome Perdonanza deriva dalla Bolla del Perdono che Papa Celestino V emanò dall'Aquila alla fine di settembre del 1294. La bolla è oggi conservata nella cappella blindata della torre del Palazzo Comunale. Gli antichi statuti civici vollero che, proprio perché erano stati i cittadini a proteggere il prezioso documento, fosse l'autorità civile a indire la Festa del Perdono, rispettando, comunque, il dettato di papa Celestino. E ancora oggi è il sindaco del capoluogo abruzzese a leggere la bolla del Pontefice, poco prima dell'apertura della porta santa della basilica di Collemaggio da parte di un cardinale invitato dall'arcidiocesi.

#### Processione del Cristo Morto
La processione del Cristo Morto all'Aquila è una delle tradizioni cristiane più antiche della città. Nel 1954 l'artista Remo Brindisi e padre Fedele Brindisi realizzarono 16 dei 20 simulacri che vengono ancora oggi portati in processione. L'inizio del percorso parte della basilica di San Bernardino, attraversando le vie principali del centro, e ogni anno il feretro di Gesù deposto è scortato da varie associazioni di medici, chirurghi, avvocati, insieme ai quattro stendardi dei Quarti storici, sotto la musica del Misere del teatino Saverio Selecchy. Le origini della processione risalgono al XVI secolo: si svolse per la prima volta nell'anno 1505-1506, quando la Confraternita di San Leonardo fece realizzare le figure per la celebrazione. Il rito ebbe termine nel 1768, proibito da re Ferdinando IV per questioni di ordine pubblico e solo nel 1954, per interessamento dei Frati Minori di San Bernardino, il rito venne ripristinato.

#### Altre ricorrenze
Altre ricorrenze all'Aquila sono:
- la festa patronale di San Massimo: si celebra il 10 giugno e ricorda il santo patrono Massimo d'Aveia, venerato da sempre in città, quando nel 1256 le sue reliquie furono traslate nel duomo;[105]
- la festa compatronale di San Bernardino: si celebra il dal 19 al 21 maggio, nell'omonima basilica e prevede pellegrinaggi nel sepolcro del santo e una sfilata processionale per le vie del centro;[106]
- la festa di Sant'Agnese e delle Malelingue: si celebra il 21 gennaio, giorno di sant'Agnese.

### Istituzioni, enti e associazioni
L'Aquila è sede delle seguenti istituzioni:
- Consiglio provinciale dell'Aquila;
- Consiglio regionale dell'Abruzzo;
- Presidenza e Giunta regionale;
- Università degli Studi dell'Aquila
- Soprintendenza archeologia, belle arti e paesaggio per le province dell'Aquila e Teramo;
- Deputazione abruzzese di storia patria;
- Corte d'appello dell'Aquila;
- Carcere minorile dell'Aquila;
- Arcidiocesi metropolitana dell'Aquila.

## Cultura

### Istruzione

#### Biblioteche
Nel territorio comunale sono compresi i seguenti archivi e biblioteche:
- Archivio di Stato dell'Aquila
- Biblioteca dell'Agenzia Regionale per la Promozione Culturale
- Biblioteca Arcivescovile Cardinale Carlo Confalonieri
- Biblioteca della Camera di Commercio
- Biblioteca del Club Alpino Italiano
- Biblioteca del Consiglio Regionale d'Abruzzo Ignazio Silone
- Biblioteca del Convento di San Bernardino
- Biblioteca del Convento di Santa Chiara
- Biblioteca del Convento di San Giuliano
- Centro Documentazione Ambientale L'Aquila (Biblioteca, Emeroteca)

- Biblioteca della Deputazione di Storia Anton Ludovico Antinori
- Biblioteca della Giunta Regionale Benedetto Croce
- Biblioteca provinciale Salvatore Tommasi
- Biblioteca dei Salesiani
- Biblioteca San Pio X
- Biblioteca della Scuola Superiore Guglielmo Reiss Romoli
- Mediateca Regionale Giovanni Tantillo
- Mediateca del Museo Sperimentale d'Arte Contemporanea
- Sistema Bibliotecario dell'Università dell'Aquila

#### Ricerca
All'Aquila ci sono i Laboratori Nazionali del Gran Sasso dell'INFN situati sotto l'omonimo massiccio, dove si effettuano delle ricerche nel settore della fisica delle particelle. Tra gli esperimenti qui svolti si possono annoverare quelli sui decadimenti rari o quelli sulle particelle di materia oscura provenienti dall'universo. La struttura ha collaborazioni permanenti con centri in Germania, Giappone, Stati Uniti e con il CERN di Ginevra. Inoltre, nel polo universitario di Roio c'è la Società Italiana della Scienza e della Ingegneria, che si occupa di ricerca e divulgazione scientifica. Un ulteriore centro è l'Istituto per le Tecnologie della Costruzione, dedicato alla ricerca nell'ambito della prevenzione sismica e del rischio di vulnerabilità degli edifici, che fa capo al CNR.

#### Scuole
All'Aquila si contano 34 scuole dell'infanzia, 23 scuole primarie, 8 scuole secondarie di primo grado e 16 scuole secondarie di secondo grado. Degno di nota è il liceo ginnasio Domenico Cotugno, il migliore liceo classico della regione.

#### Università
L'Aquila è sede di un'Università, fondata nel 1458 da Ferrante d'Aragona, la più antica d'Abruzzo, e conta oltre sedicimila iscritti. Comprende sette dipartimenti ed è sede della laurea magistrale di eccellenza europea in Ingegneria matematica. L'attività di ricerca dell'ateneo viene svolta attraverso i dipartimenti e due centri di eccellenza: il CETEMPS e il DEWS. Nel 1994 L'Aquila è fra le otto città fondatrici dell'Unione degli universitari, ad oggi il più grande sindacato universitario italiano.

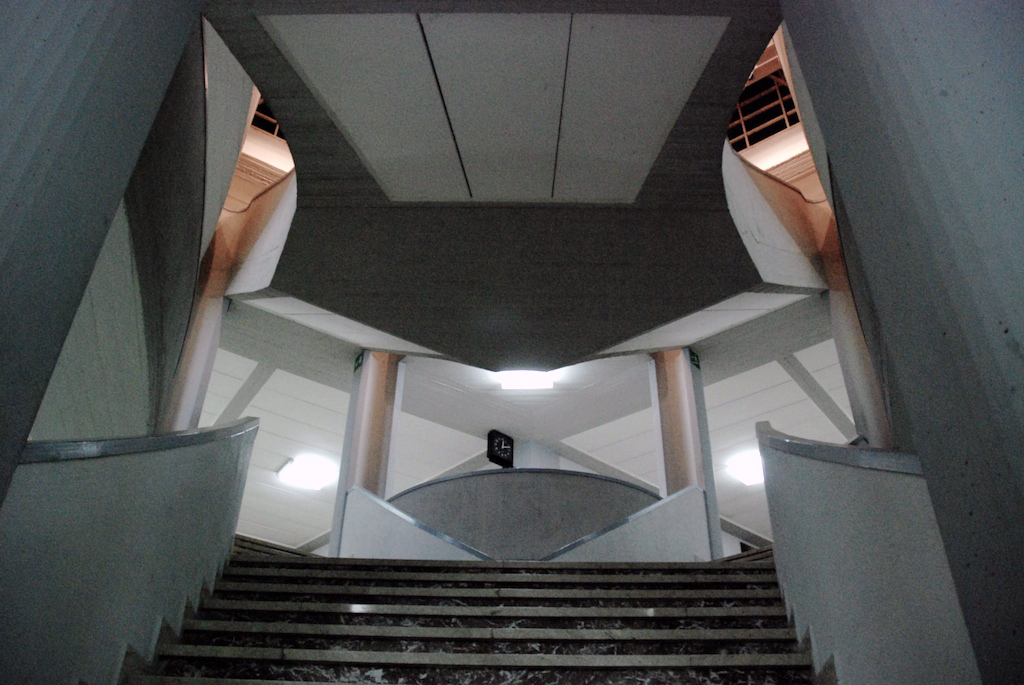
Interno della sede dell'Accademia di belle arti

La città è sede di un ateneo pubblico dedicato all'alta formazione artistica, l'accademia di belle arti. Fondata nel 1970, per circa vent'anni l'Accademia ha trovato spazio all'interno di Palazzo Carli Benedetti, in pieno centro storico, prima di essere trasferita nella moderna struttura di Via Leonardo Da Vinci progettata da Paolo Portoghesi. L'Accademia dispone di 8 percorsi.

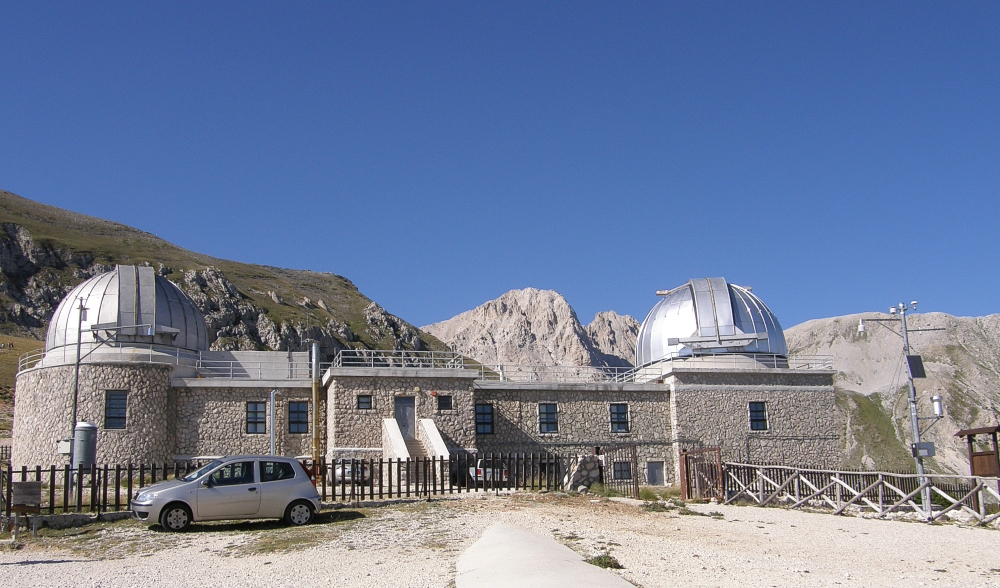
Osservatorio astronomico di Campo Imperatore, presso Assergi

Dal 1979 è attivo in città un ateneo privato collegato alla facoltà di Teologia della Pontificia Università Lateranense di Roma, l'Istituto superiore di scienze religiose, che ha come scopo la formazione degli Insegnanti di Religione Cattolica per le scuole di ogni ordine e grado, nonché dei fedeli per l'arricchimento della propria vita cristiana e loro partecipazione all'evangelizzazione.
Nel campo della formazione musicale, in città è attivo il Conservatorio Alfredo Casella, nato nel 1967 come sezione staccata del Conservatorio di Santa Cecilia e divenuto autonomo l'anno successivo.

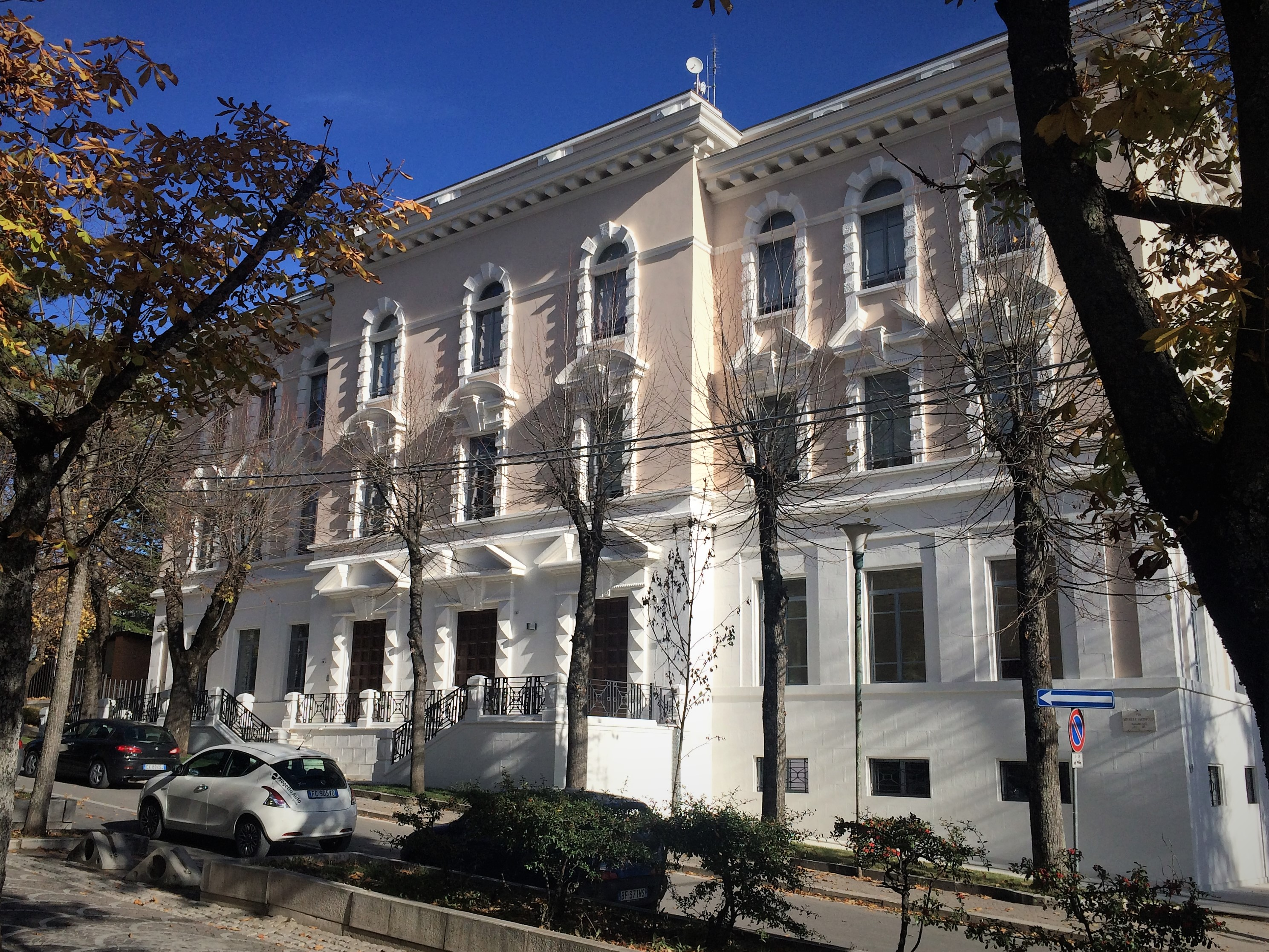
Sede del Gran Sasso Science Institute nel Palazzo dell'ex GIL

All'Aquila ha sede anche il Gran Sasso Science Institute, una scuola superiore universitaria a statuto speciale, nata nel 2012 come istituto di ricerca e di alta formazione dottorale dipendente dall'INFN, stabilizzata e resa autonoma nel 2016. L'istituto è nato in seguito all'idea di rilanciare il capoluogo dopo il terremoto del 2009.
Altre strutture formative nel capoluogo sono:
- il Centro Studi Karl Heinrich Ulrichs: centro di studi sociali per l'omosessualità legato alla figura di Karl Heinrich Ulrichs, l'importante pensatore che ha vissuto ed è sepolto all'Aquila;[123]
- il Parco Scientifico e Tecnologico d'Abruzzo;[124]
- la Scuola ispettori e sovrintendenti della Guardia di Finanza.[125]
- il Centro Interdipartimentale di Trasporti e Mobilità Sostenibile (CITraMS), con sede all’interno dell’Università: si occupa di progettazione delle nuove forme di mobilità.[126]

Fino al 2009, in città operava la Scuola Superiore Guglielmo Reiss Romoli, un importante centro di formazione internazionale sulle tecnologie dell'informazione e della comunicazione.

#### Musei
Uno dei principali siti museali d'Abruzzo è il Museo nazionale d'Abruzzo, con sede, fino al 2009, nel Forte spagnolo; per via dell'inagibilità del castello, la sede provvisoria è l'ex mattatoio sito in Borgo Rivera, nei pressi della fontana delle 99 cannelle. Il museo è diviso in una sezione archeologica, che comprende i reperti archeologici rinvenuti durante gli scavi di Amiterno e Peltuinum, una artistica, una di oreficeria e, infine, una piccola sezione di arte contemporanea. Simbolo del museo è lo scheletro di un Archidiskodon Meridionalis Vestinus, un gigantesco animale di epoca preistorica simile a un mammut.

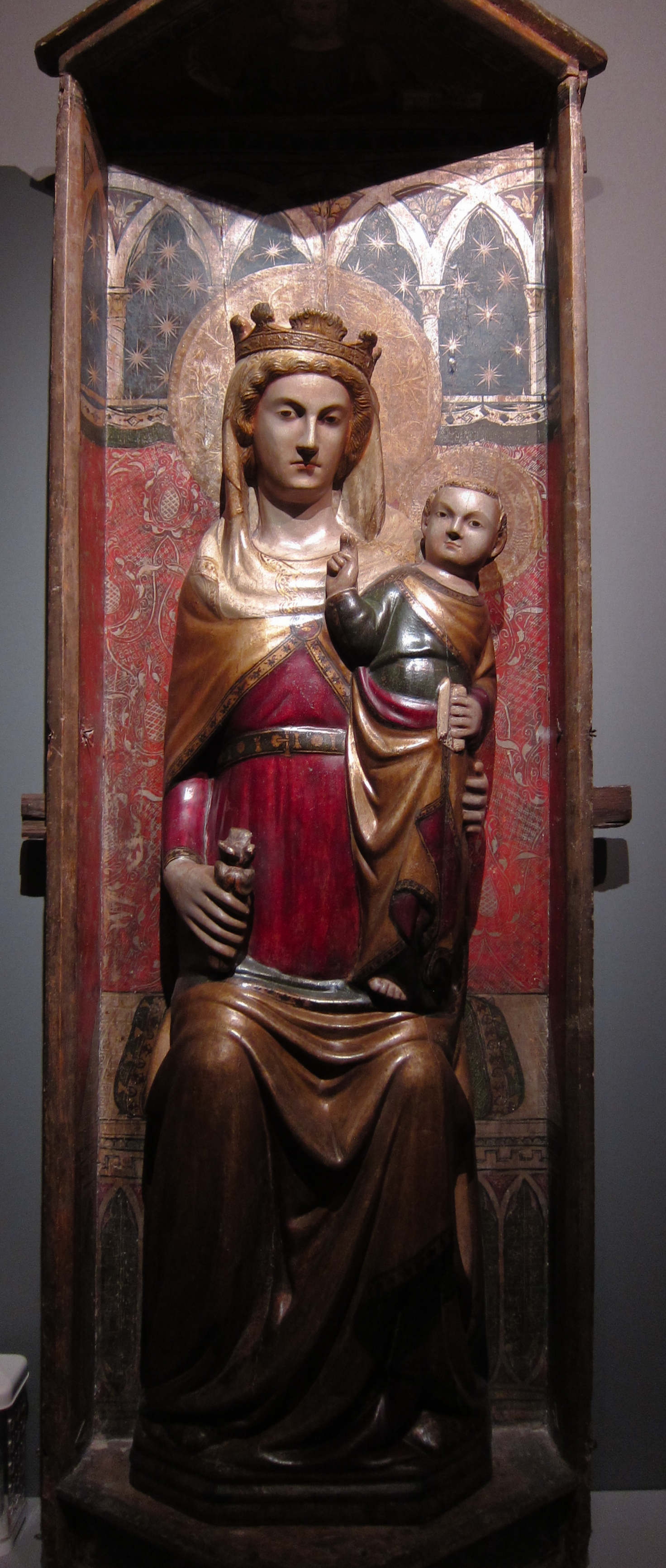
La Madonna di Fossa, conservata nel Museo nazionale d'Abruzzo

Nel capoluogo hanno sede anche la casa museo Signorini Corsi, costituita nel 1967, con dipinti quali la Madonna con il bambino e San Giovannino di stretto ambito leonardesco, la Natività con fuga in Egitto attribuibile al Botticelli e Martirio di San Lorenzo di Battistello Caracciolo, il museo archeologico di Santa Maria dei Raccomandati, che ospita un'importante collezione archeologica, e il museo sperimentale d'arte contemporanea, che raccoglie opere e organizza mostre permanenti di artisti contemporanei di levatura internazionale.
Altri musei del capoluogo sono il MAXXI L'Aquila presso Palazzo Ardinghelli, sede distaccata del museo nazionale delle arti del XXI secolo, nel quale è esposta una collezione permanente di opere d'arte contemporanee, il museo di scienze naturali e umane nella località di San Giuliano, che ospita esemplari di fauna e flora abruzzese, fossili e reperti archeologici, e il museo delle ceramiche, nato in seguito al restauro del convento di San Domenico, che ha permesso il ritrovamento e il recupero di una notevole quantità di materiali ceramici cronologicamente compresi tra il duecento (epoca di fondazione della città) e il novecento.
Nel capoluogo è presente il polo museale dell'ateneo universitario che comprende: Collezione Nicola D'Arcangelo,Giardino Botanico Alpino, archeologia, scienze ambientali, strumenti di calcolo applicato, strumenti di misura per grandezze fisiche, strumenti per le scienze biologiche e biotecnologiche, scienze e tecnologie per ingegneria.
In piazza Duomo si trova il Museo arcivescovile. Inoltre sempre in ambito religioso vi è anche il Museo della Perdonanza Celestiniana.
È presente anche il  Museo del Rugby

### Arte

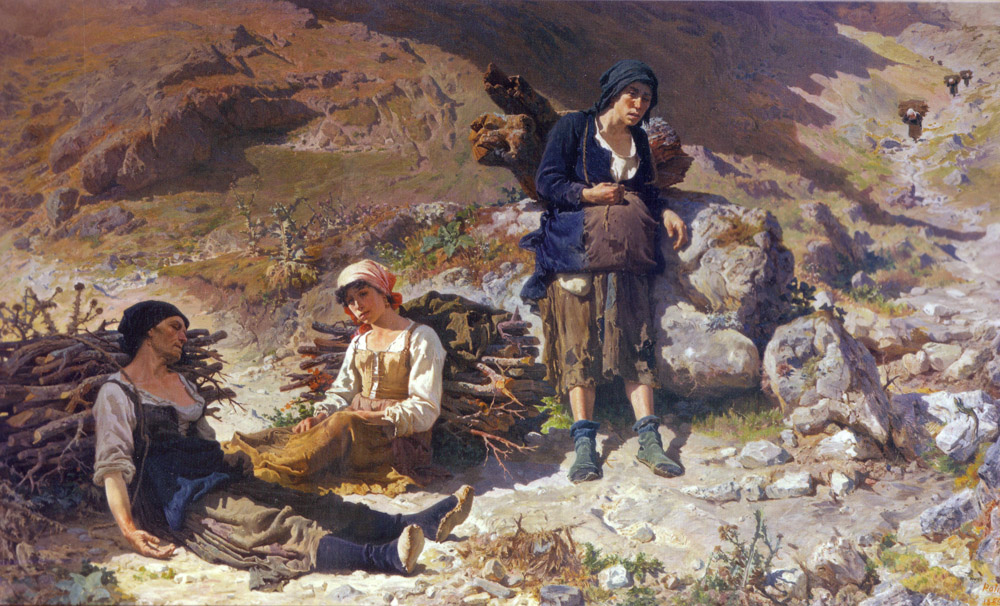
Teofilo Patini, Bestie da soma, 1886, olio su tela, 244×416 cm, L'Aquila, Palazzo del Governo

L'Aquila è stratificata su tre stili per via dei terremoti che si sono succeduti nei secoli: medievale, rinascimentale e barocco.
La città di Aquila alla fondazione aveva uno stile duecentesco. Delle primitive chiese rimane poco a causa del terremoto del 1349. Poco dopo la fondazione si costruì la basilica di Santa Maria di Collemaggio in stile romanico, per volontà di papa Celestino V. Nel 1454, ebbe inizio la costruzione della basilica di San Bernardino, massima espressione dell'arte rinascimentale in Abruzzo e tra le più importanti d'Italia. Nel XVI secolo fu edificato il Forte spagnolo, su progetto dell'architetto Pedro Luis Escrivá, che portò alla demolizione di un tratto delle mura cittadine.
Dopo il sisma del 1703, gran parte del patrimonio edilizio cittadino andò distrutto o fortemente danneggiato. La ricostruzione di tutte le chiese avvenne in stile barocco. Nel 1713, in ricordo delle vittime del sisma, fu costruita la chiesa delle Anime Sante. Nel XIX secolo fu realizzato il Palazzo del Convitto, sede della biblioteca provinciale Salvatore Tommasi e fu progettata la facciata del duomo in stile neoclassico da Giambattista Benedetti. Tra la seconda metà dell'Ottocento e il primo Novecento, in campo pittorico si distinse Teofilo Patini di Castel di Sangro, che già a Napoli era divenuto famoso per le sue tele di denuncia sociale riguardo alle misere condizioni degli abitanti delle montagne abruzzesi, con opere quali Bestie da soma (1886) e Pulsazioni e palpiti (1888).
Nel primo Novecento, Collemaggio subì restauri sulla facciata per un crollo dovuto al terremoto di Avezzano del 1915. Durante il fascismo, la città ebbe un nuovo sviluppo edilizio e monumentale razionalista, con la costruzione di edifici quali la Casa del Balilla, la Casa della Giovane Italiana e la chiesa di Cristo Re. Nel 1934 lo scultore Nicola D'Antino realizzò la Fontana luminosa, nei pressi del castello, e restaurò la Fontana Vecchia di Piazza Duomo. Nel secondo Novecento l'architetto Mario Moretti si occupò di smantellare l'apparato barocco post-sisma 1703 di diverse le chiese medievali aquilane per cercare di recuperare lo stile originario, destando proteste per la distruzione di elementi quali soffitti a cassettoni lignei e stucchi.
Dopo il sisma del 2009, le opere rappresentative della ricostruzione sono la cappella della memoria nella chiesa delle Anime Sante e l'Auditorium del Parco, progettato da Renzo Piano.

### Teatro

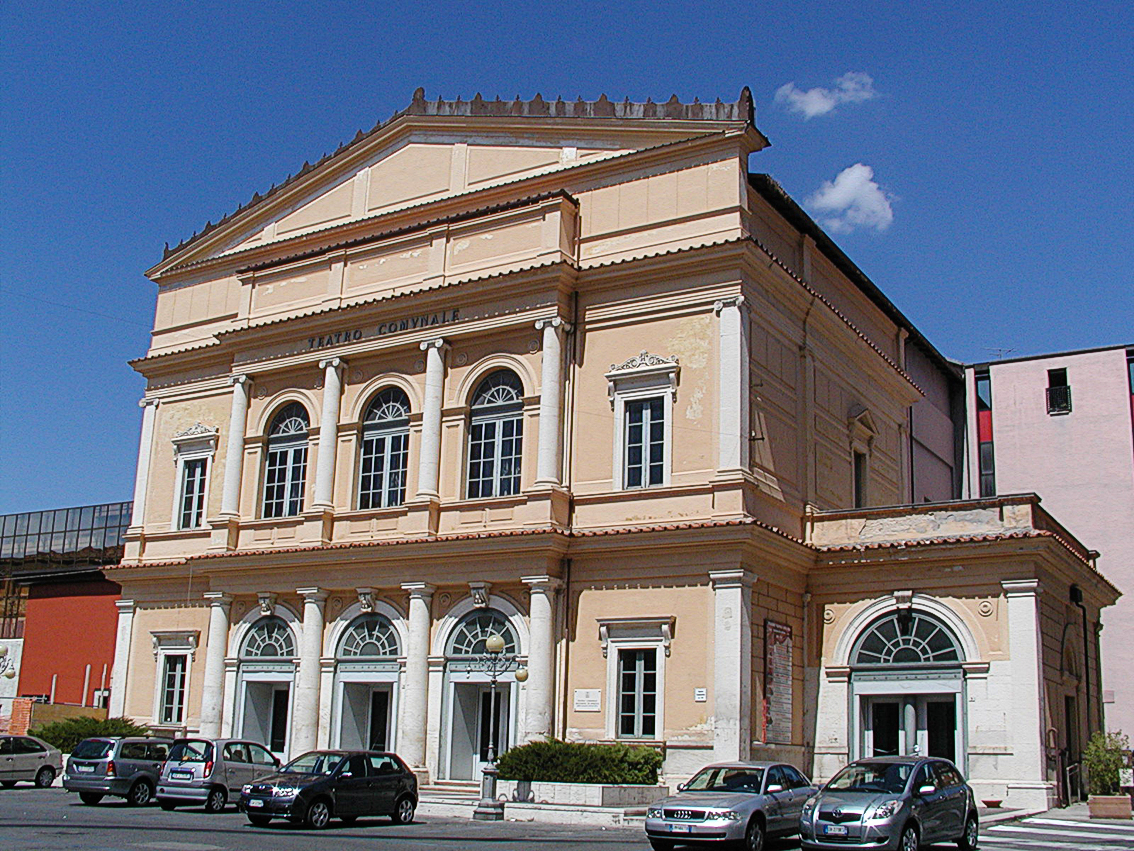
Il teatro comunale

Le strutture teatrali principali della città sono il teatro comunale, realizzato tra il 1857 e il 1872, seguito dal Ridotto del Teatro comunale, un piccolo foyer attiguo questa struttura, e dal moderno Auditorium del Parco.
L'attività teatrale cittadina si poggia sul Teatro Stabile d'Abruzzo (TSA), uno dei 17 teatri stabili italiani. Fondato nel 1963 da Luciano Fabiani, Errico Centofanti, Giuseppe Giampaola, inizialmente col nome di Teatro Stabile dell'Aquila. Attualmente il TSA è diretto da Giorgio Pasotti. Fino al 2015, in città operava il Teatro Stabile d'Innovazione L'Uovo, poi fusosi con il TSA, che si rivolgeva ad un pubblico giovanile e aveva sede nel Teatro San Filippo.
Altre istituzioni stabili sono l'Associazione Teatrale Abruzzese e Molisana (ATAM), che propone una sua stagione e distribuisce spettacoli nelle sale minori delle due regioni, e la compagnia TeatroZeta, dal 2007 riconosciuta dal Ministero per i Beni e le Attività Culturali. In Piazza San Marco ha sede, invece, il Teatro Sant'Agostino, spazio amatoriale spesso a ingresso libero in cui opera spesso la Retrobottega dei Guitti, associazione teatrale interamente formata da studenti universitari.

### Cinema
La città dell'Aquila è protagonista nella pellicola La roccia incantata (1950) di Giulio Morelli, con Dina Sassoli, tratta da un soggetto di Cesare Zavattini. I luoghi delle riprese e dell'ambientazione sono stati il centro, di cui sono visibili la Piazza Duomo, il corso Vittorio Emanuele (portici del Convitto Nazionale), la fontana delle 99 cannelle, la scalinata monumentale di San Bernardino, alcune chiese (Santa Maria Paganica e San Silvestro), e il sagrato di Santa Maria di Collemaggio; mentre altri luoghi sono stati il santuario della Madonna di Roio, Campo Imperatore e Assergi, il paese della protagonista della storia, di cui sono stati girate ampie panoramiche del centro, e della piazza principale con la chiesa dell'Assunta.
Altri film girati all'Aquila e dintorni sono stati L'orizzonte degli eventi (2005) di Daniele Vicari con Valerio Mastandrea, girato e ambientato nei Laboratori Nazionali del Gran Sasso, L'amore non basta (2007), in parte girato all'Aquila, e poi dopo il terremoto del 2009 i documentari Draquila - L'Italia che trema (2010) di e con Sabina Guzzanti e Il giorno della Shoah (2009) di Pasquale Squitieri con Giorgio Albertazzi. Nel 2017, il regista abruzzese Davide Cavuti dirige il documentario Preghiera con Lino Guanciale, Michele Placido, Edoardo Siravo, Paola Gassman, Ugo Pagliai, ispirato al progetto Vitae dello stesso Cavuti. 
Nel 2019, la città è oggetto del documentario L'Aquila, 03:32 - La generazione dimenticata, di Simona Ercolani e Felice Cappa, con Lino Guanciale e la regia di Dario Acocella. Sempre nel 2019, esce per la Rai la serie tv L'Aquila - Grandi speranze per la regia di Marco Risi, che narra le vicende di alcune famiglie aquilane colpite dal terremoto del 2009.

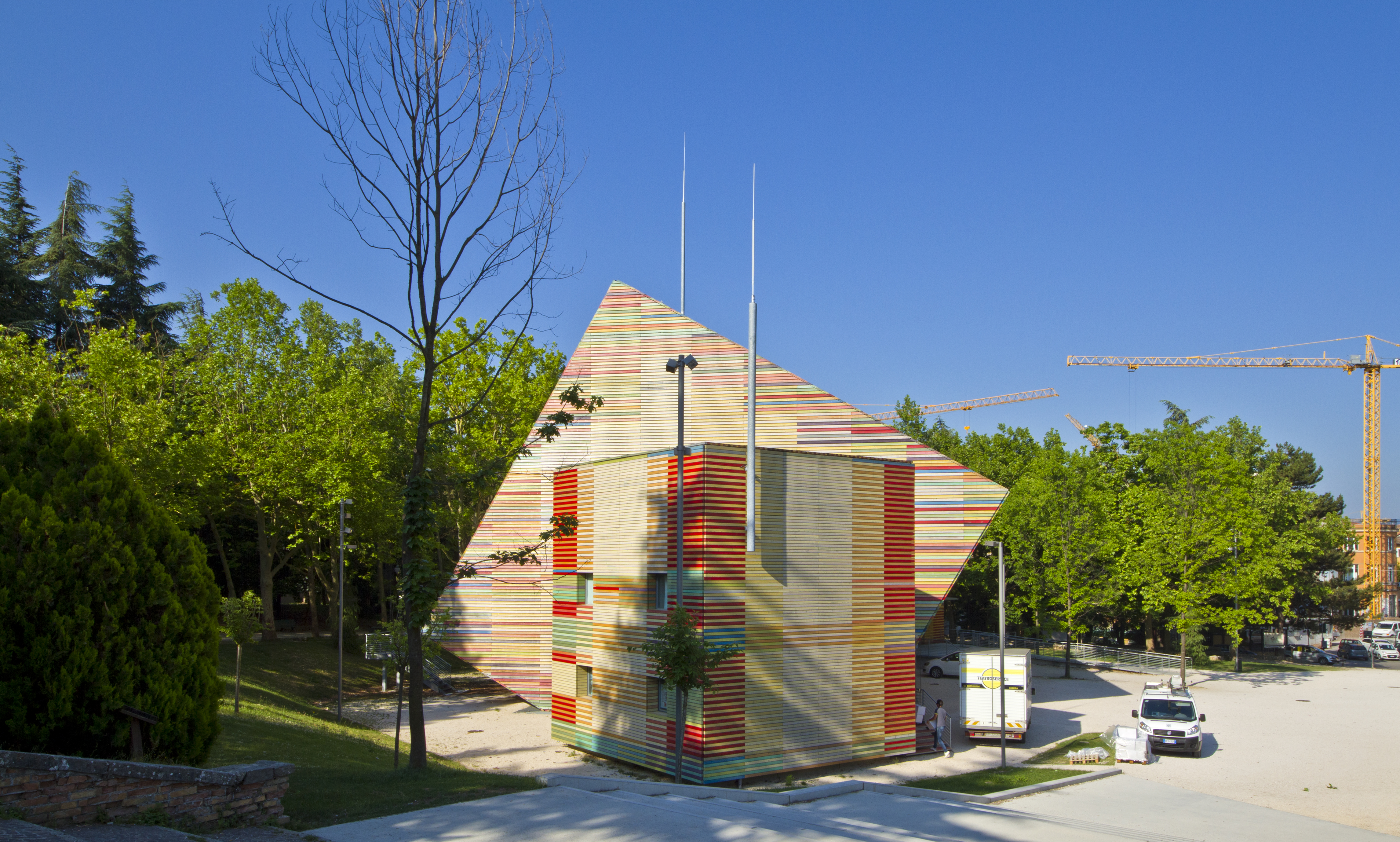
Auditorium del Parco

Il primo evento dedicato al cinema in città fu il Cineforum Primo Piano, fondato da Gabriele Lucci a nel 1976. Successivamente, negli anni '80 e sempre per opera di Lucci, nacque l'Istituto Cinematografico dell'Aquila, ente stabile di produzione e diffusione della cultura cinematografica in Italia e all'estero. L'Istituto Cinematografico, detto "La Lanterna Magica", custodisce inoltre un prezioso fondo culturale, la Cineteca dell'Aquila, con un patrimonio di circa 1.500 pellicole. È attiva presso l'ente anche una mediateca, con 15.000 titoli tra video, libri, pubblicazioni e riviste in campo cinematografico, con un servizio in convenzione regionale che mediamente raggiunge i 500 prestiti al giorno. Il 21 dicembre l'Istituto Cinematografico propone l'iniziativa "Notte Noir", un programma di eventi nella notte più lunga dell'anno.
Con la manifestazione "Una Città in Cinema" professionisti del cinema mondiale hanno portato la loro esperienza e le loro abilità all'Aquila, radunandosi nella kermesse incentrata sull'aspetto tecnico del cinema. Contando su tali esperienze, nei primi anni novanta, Gabriele Lucci ha promosso la fondazione dell'Accademia Internazionale per le Arti e le Scienze dell'Immagine, scuola di alta formazione di livello universitario, nata con il concorso dell'Istituto Cinematografico, della Regione Abruzzo e del Comune dell'Aquila, che all'insegnamento di docenti ha associato grandi professionisti del cinema e della comunicazione multimediale. L'istituzione ha sede nel Palazzo dell'Immagine, nel Parco di Collemaggio, dov'è inoltre insediata l'Abruzzo Film Commission, ente fondato dal Comune dell'Aquila e dalle più importanti istituzioni stabili cittadine per la promozione dell'Abruzzo, dei suoi centri storici, del suo patrimonio ambientale e delle sue valenze naturali, come set per le produzioni cinematografiche, televisive e pubblicitarie.

### Musica
In città opera il Conservatorio Alfredo Casella, che dal 1967 unisce all'attività didattica l'organizzazione di concerti nel territorio. Il conservatorio aveva la sua sede storica di fianco alla basilica Santa Maria di Collemaggio; dopo il terremoto la scuola è stata collocata in una struttura temporanea in Via Francesco Savini.
Da 75 anni è inoltre presente in città la Società Aquilana dei Concerti Bonaventura Barattelli, diretta anche dal compositore aquilano Nicola Costarella, e che nelle sue numerose stagioni ha spesso ospitato concerti di artisti internazionali.
Le altre associazioni musicali del territorio sono la Corale L'Aquila, un coro polifonico a quattro voci, la Corale Novantanove, interprete di polifonia sacra e profana, la Schola Cantorum San Sisto, con un repertorio comprendente dagli albori della polifonia sacra e profana a brani rinascimentali, Le Cantrici di Euterpe, che si dedicano alla musica antica, la Corale Gran Sasso, per voci miste, e il Coro della Portella, per sole voci maschili, dedicato al canto popolare abruzzese e alpino.
Operano in città anche i Solisti Aquilani e l'Istituzione Sinfonica Abruzzese.

### Cucina

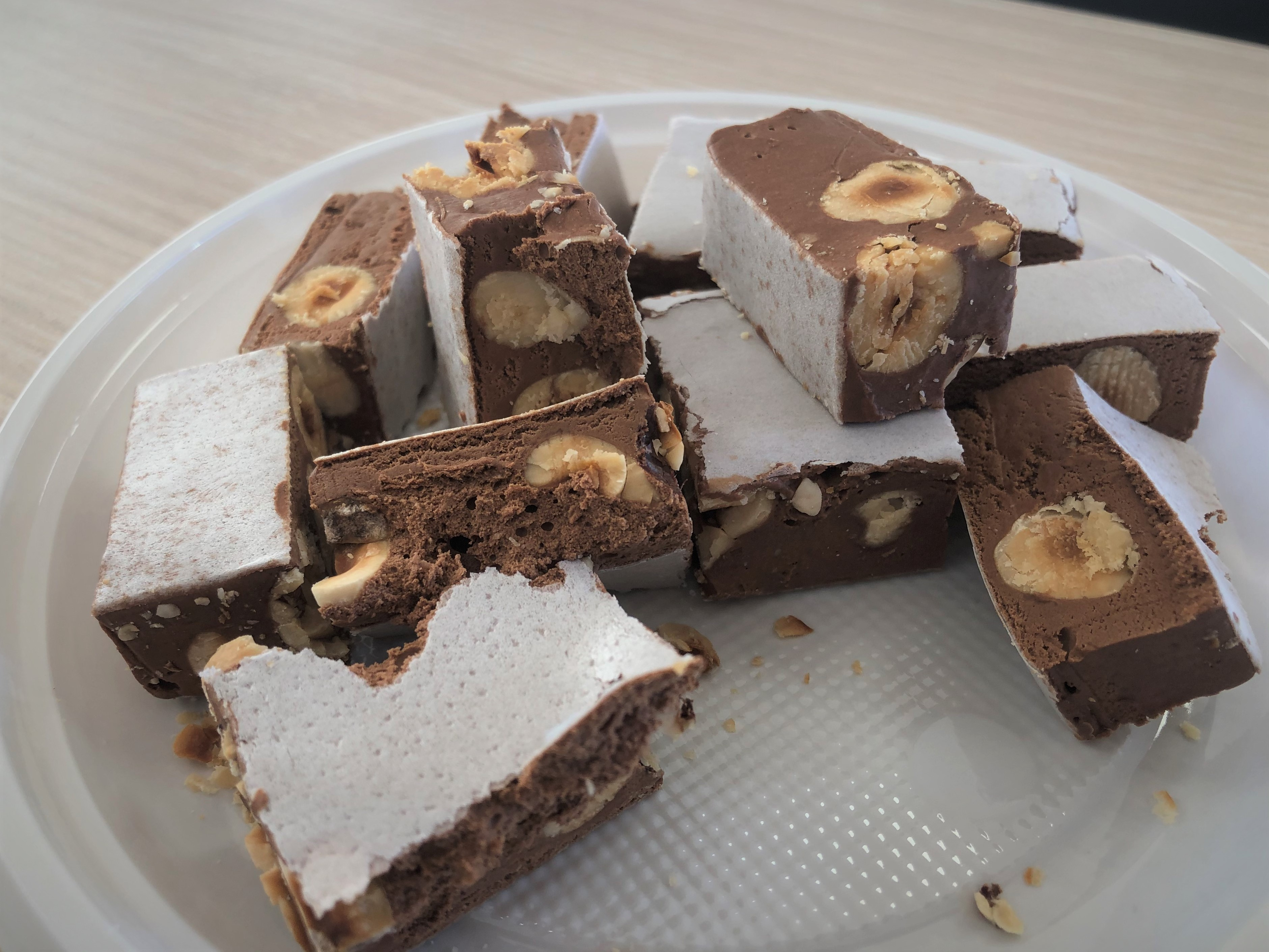
Il torrone aquilano

La tradizione gastronomica aquilana è molto legata alla cucina di montagna e alla tradizione culinaria abruzzese.
L'intingolo all'aquilana è un antipasto tipico della città ed è un miscuglio di midollo di bue con zafferano abruzzese, uova, panna da cucina e burro. I primi piatti si distinguono per l'uso di formati di pasta tipici dell'Abruzzo come gli spaghetti alla chitarra, i ravioli, le fregnacce (pasta sfoglia tagliata in modo irregolare), accompagnati da della salsa di pomodoro con carne di agnello o da brodi vegetali o di pollo. Tipico primo piatto dell'area dell'aquilano sono gli anellini alla pecorara, una pasta a forma di anello servita con una salsa di pomodoro e vegetali vari a cui si aggiunge la ricotta di pecora. Eredità della cucina povera sono i piatti a base di legumi come le sagne servite con ceci o fagioli oppure le lenticchie e le patate. Un secondo tipico aquilano è la pecora alla cottora, ma sono anche diffusi, come nel resto della regione, gli arrosticini.
La zona di Navelli, ai margini della conca aquilana, è inoltre famosa sin dal Medioevo per la produzione di un'eccellente qualità di zafferano, importato dagli spagnoli nel XVI secolo, che ha ottenuto la certificazione DOP.
In città c'è anche un'importante produzione di torroni, in particolare il torrone Nurzia, e delle tipiche ferratelle, dolci fatti con stampi in metallo dal tipico disegno a rombi in rilievo, entrambi con riconoscimento PAT, oltre ad una produzione tradizionale di genziana e nocino.

### Eventi
Gli eventi che si tengono all'Aquila sono:
- la Future Web Conference: si tiene tutti gli anni tra maggio e giugno,[188] un evento gratuito di un giorno in cui vengono presentate le ultime novità nello sviluppo delle tecnologie per il web.
- L'Aquila Jazz: si tiene nei primi giorni di settembre nel centro storico, oppure nel piazzale della basilica di Collemaggio, con serate di concerti che vedono impegnati artisti internazionali.[189][190]
- Marzo in Rosa, rassegna di 9 eventi che includono convegni, dibattiti, spettacoli teatrali e musicali, incontri ed eventi istituzionali, dedicati alla figura femminile, i suoi diritti e le sue conquiste[191][192].
- Festival delle città del Medioevo, un evento di divulgazione storica che riunisce studiosi di fama internazionale, giornalisti, scrittori e artisti per raccontare la storia delle città e la loro evoluzione[193][194].
- Street Science, settimana di eventi dedicati alla divulgazione e alla diffusione della cultura scientifica promossa dall'Università degli Studi dell'Aquila che si tiene tra settembre ed ottobre[195][196]
- Cantieri dell'Immaginario, festival di teatro, musica e danza che si tiene tra luglio ed agosto, prevalentemente nel teatro all'aperto che viene allestito lungo la scalinata monumentale della Basilica di San Bernardino[197][198].
- Perdonanza Celestiniana, evento storico-religioso che si tiene alla fine di Agosto, generalmente tra il 23 ed il 29 agosto di ogni anno, nel piazzale della basilica di Collemaggio[199].

## Geografia antropica

### Urbanistica

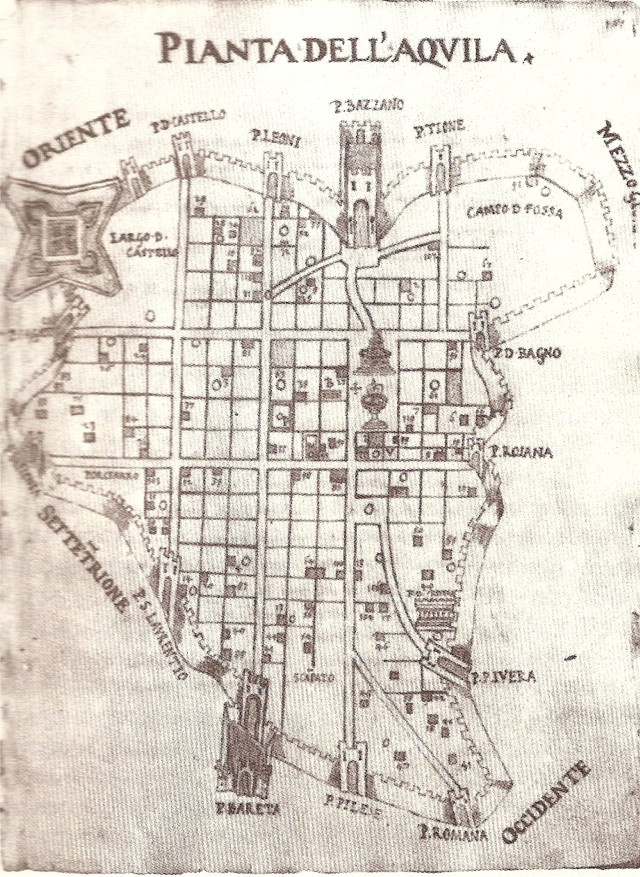
Pianta dell'Aquila nel 1575

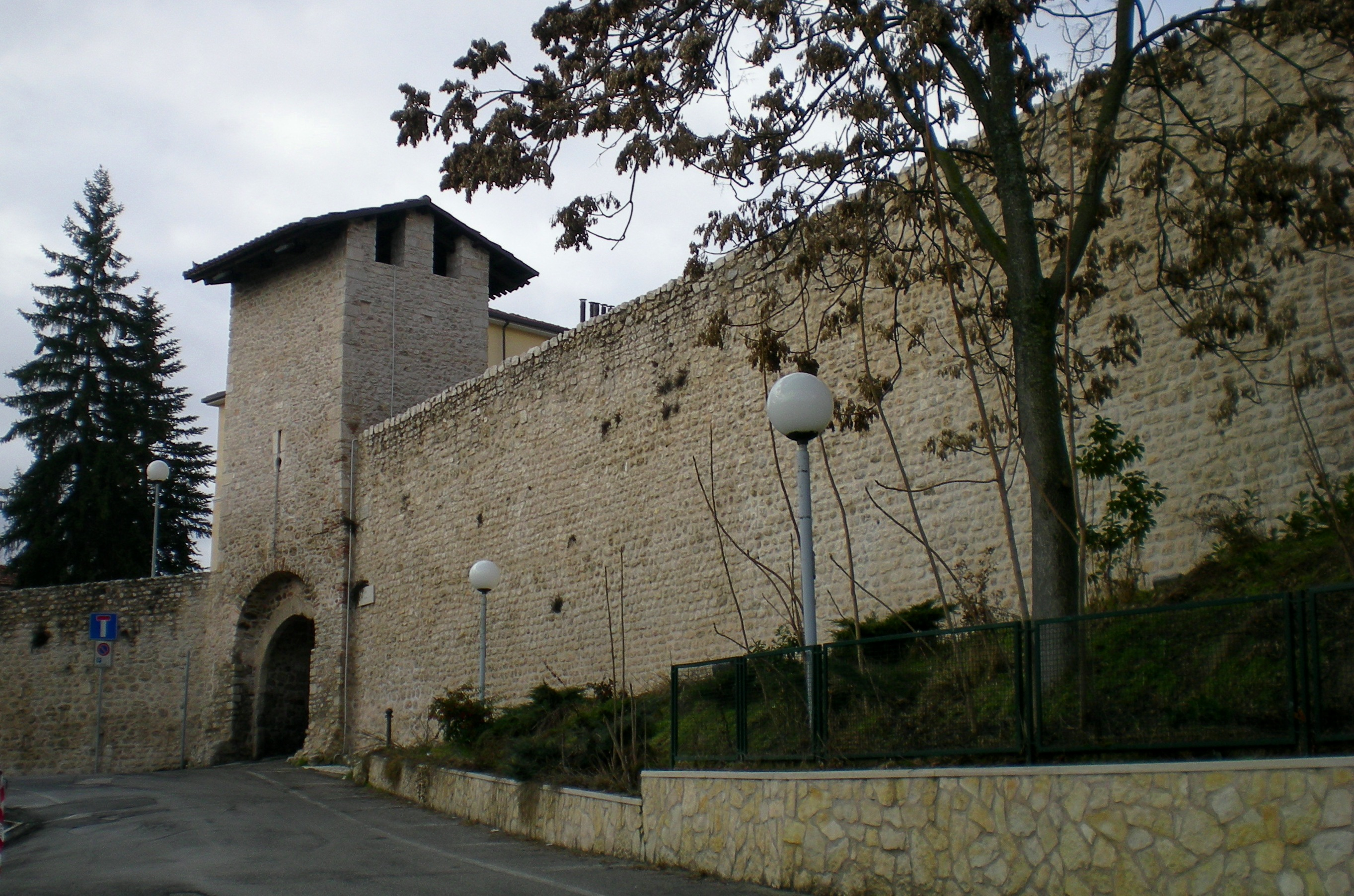
Porta Leoni

L'Aquila è una città di fondazione. Il centro storico possiede due strade principali: Corso Vittorio Emanuele (direzione nord-sud, che porta a Piazza Duomo) e Corso Principe Umberto, che diventa poi Via San Bernardino (direzione est-ovest, che porta all'omonima basilica). L'incrocio tra queste due vie sono i Quattro Cantoni. Il centro storico è delimitato dalle mura cittadine, risalenti al XIII e al XIV secolo, nelle quali si aprono diverse porte; le principali sono Porta Paganica a nord, Porta Rivera a sud, Porta Bazzano ad est e Porta Barete ad ovest.
Negli anni sessanta e settanta, in particolare dopo l'apertura della A24, che collega la città con Roma, L'Aquila conobbe un'importante espansione urbanistica, soprattutto nella periferia ovest del capoluogo, l'odierna Pettino, e successivamente intorno al centro storico. I nuovi quartieri furono il Torrione, presso il Forte spagnolo e Torretta, nei pressi del cimitero comunale.
Dopo il terremoto dell'Aquila del 2009, diverse zone quali Coppito, Sant'Elia, Sassa e Paganica furono individuate dal piano d'emergenza come terreno per la costruzione di nuove abitazioni con la collaborazione del Progetto C.A.S.E..

### Suddivisioni storiche
I Quarti sono la suddivisione del centro storico che risale alla fondazione della città. Ogni Quarto fa riferimento al castello che l'ha fondato ed è caratterizzato da una sua bandiera, da uno stemma in scudetto sannitico e da un colore. Essi sono:
- il quarto di Santa Giusta (o di San Giorgio), rappresentato dalla chiesa capoquarto di Santa Giusta e attraversato da Costa Masciarelli, corso Federico II e Porta Bazzano. Il percorso si snoda fuori le mura, lungo la villa comunale e sul viale di Collemaggio;
- il quarto di San Giovanni (o di San Marciano), che comprende piazza Duomo, la zona della chiesa capoquarto di San Marciano e il costolone di Colle San Giovanni, che porta a Borgo Rivera, con la fontana delle 99 cannelle;
- il quarto di Santa Maria, il quarto più grande della città, che si snoda dal Forte spagnolo a Piazza Duomo, lungo corso Vittorio Emanuele, abbracciando anche la zona di San Bernardino e corso Principe Umberto, giungendo nella piazza della chiesa capoquarto di Santa Maria Paganica e nella zona di San Silvestro;
- il quarto di San Pietro, che comprende via Roma e la sede dell'Arcivescovado presso il complesso parrocchiale di san Domenico. La chiesa capoquarto è quella di San Pietro a Coppito.

### Suddivisioni amministrative
L'Aquila è suddivisa in 12 consigli territoriali di partecipazione, ognuno dei quali è retto da un Presidente e da un Consiglio:
- I - L'Aquila Centro
- II - Roio
- III - Sassa
- IV - Preturo
- V - Coppito-Pettino
- VI - Arischia
- VII - Torrione
- VIII - S. Barbara-Pile
- IX - Camarda
- X - Paganica
- XI - Bagno
- XII - Pianola

### Frazioni

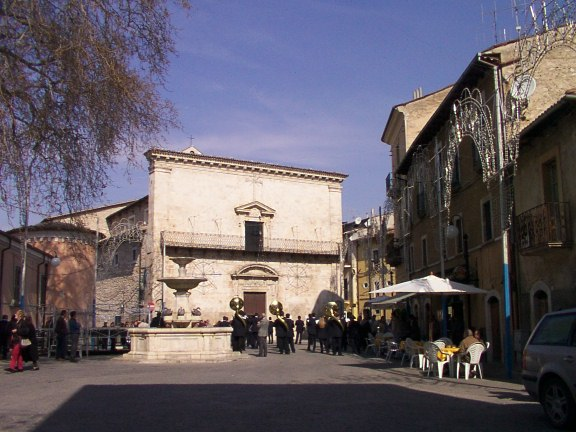
Piazza Umberto I a Paganica

La città possiede numerose frazioni, sparse nel suo vasto territorio comunale, tra cui i comuni soppressi nel 1927 di Arischia, Camarda, Paganica, Preturo e Sassa, mentre Bagno e Roio sono considerabili come località comprendenti più frazioni.

## Economia
Nella seconda metà del XX secolo L'Aquila, come il resto della regione, passò da un'economia tradizionalmente agricola allo sviluppo del commercio e del turismo, soprattutto invernale. Grazie alla presenza di numerosi enti e al ruolo amministrativo che la città ricopre, è particolarmente sviluppato il settore pubblico. A partire dalla metà degli anni 2000 e poi a seguito del terremoto del 2009 la città subì un deciso impulso alla modernizzazione, specie nelle periferie ovest ed est, con realizzazione di centri commerciali, strade a scorrimento veloce e i nuovi nuclei abitativi temporanei post emergenza. Tali nuove sistemazioni urbanistiche provocarono numerose critiche da parte della cittadinanza: i nuovi nuclei abitativi, sorti per lo più in zone periferiche o interamente agricole della città, sono spesso privi di tutti i servizi che caratterizzavano la precedente vita cittadina dei residenti.

### Industria
L'Aquila fu sede di un polo industriale ed elettronico che nel momento del suo massimo sviluppo, durante gli anni settanta, con la sola Italtel ha dato lavoro a 5 000 dipendenti (la metà circa donne).
Intorno agli anni settanta e ottanta l'area attrasse anche l'industria farmaceutica (Sanofi-Aventis, Dompé e Menarini); inoltre sorsero i siti industriali di Scoppito-Sassa Scalo, Genzano-Pile e Bazzano-San Demetrio, che hanno richiamato aziende come Intecs e Thales Alenia Space. Il polo industriale farmaceutico dell'Aquila è tra i più importanti d'Italia.

### Turismo

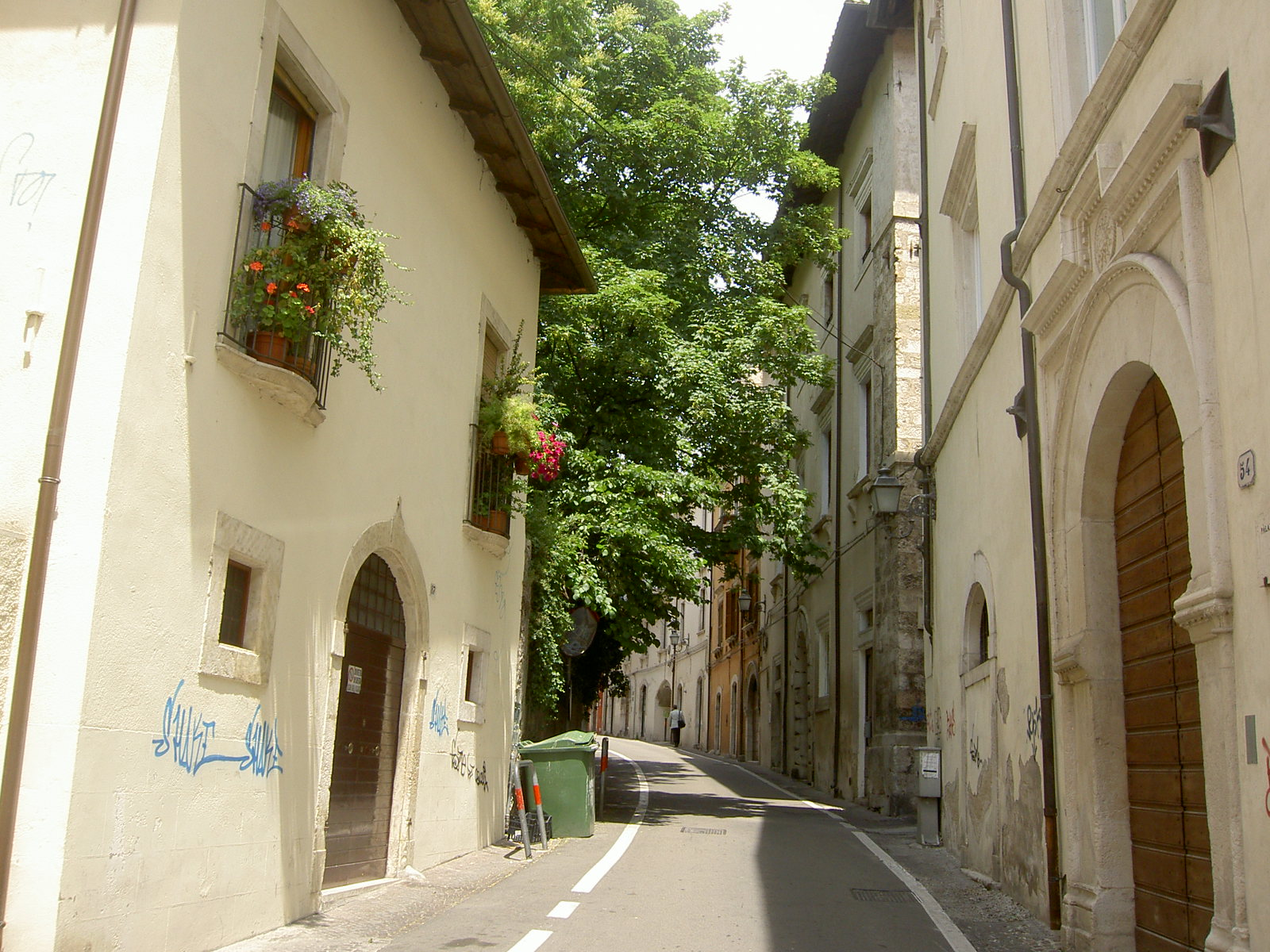
Scorci del centro storico

Il settore turistico ha vissuto, negli ultimi anni, una netta ripresa. Si divide principalmente in una parte culturale, legata al patrimonio artistico e architettonico della città, e una sportivo-naturalistica, legata agli sport montani e l'escursionismo.
Per il suo carattere medievale e per il gran numero di chiese e palazzi storici, il centro dell'Aquila riceve la maggior parte delle presenze turistiche della zona: tra i monumenti più visitati vi sono la basilica di Santa Maria di Collemaggio, la basilica di San Bernardino e il Forte spagnolo, sede del Museo Nazionale d'Abruzzo fino al sisma del 2009. L'afflusso turistico dopo il terremoto, in particolare nel centro storico, è aumentato.
Altro flusso turistico è invece legato alle attrattività naturalistiche dell'area. Nel comprensorio aquilano infatti insistono il Parco nazionale del Gran Sasso e Monti della Laga, il Parco naturale regionale Sirente-Velino e il Parco territoriale attrezzato delle Sorgenti del Fiume Vera. Nei dintorni della città si trovano inoltre il Lago Sinizzo e le Grotte di Stiffe, grotta geologicamente attiva ma aperta ai turisti; più distante dall'Aquila è il Lago di Campotosto che d'inverno si presenta spesso completamente ghiacciato. Nella zona vi sono diverse aree verdi come la Pineta di Roio e quella di San Giuliano (parzialmente distrutta da un grave incendio nel 2007). L'area è inoltre un polo di attrattivo per gli sport invernali: gli impianti di Campo Imperatore, Campo Felice e, più distanziata, Ovindoli che insieme costituiscono il comprensorio sciistico delle Tre Nevi, sono una nota meta turistica con presenze da tutte le regioni del centro Italia.

## Infrastrutture e trasporti

### Strade

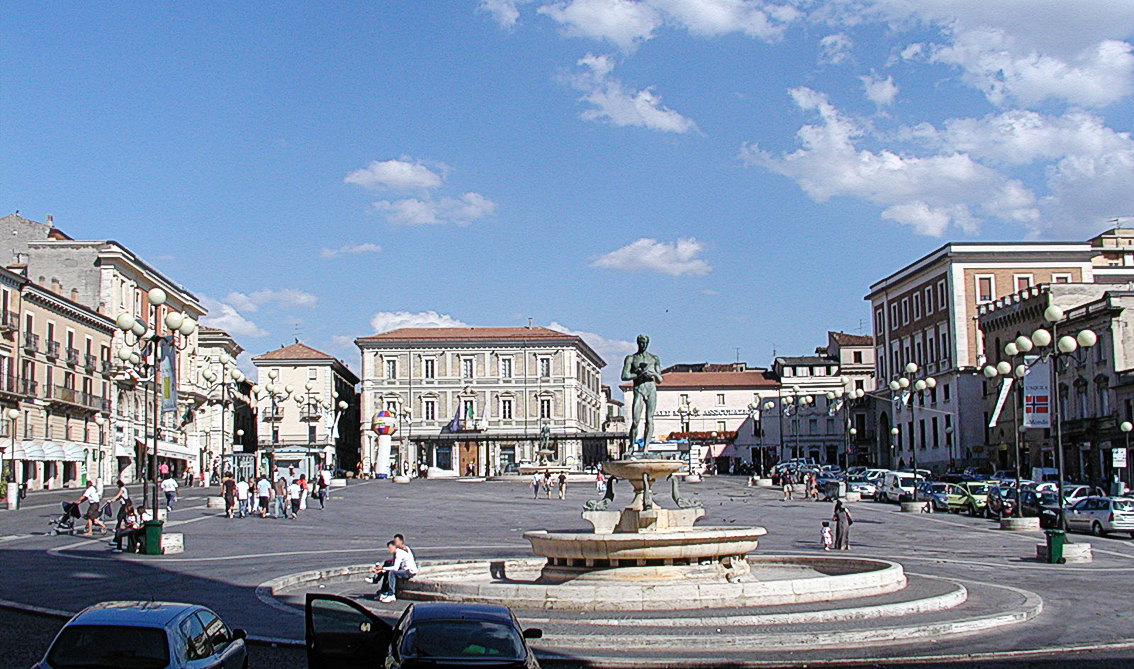
Piazza del Duomo

Le principali arterie che attraversano la città sono l'autostrada A24, che collega il capoluogo abruzzese con Roma e Teramo, la strada statale 17, che collega la città all'A25, e quindi a Pescara e a Sulmona, e la strada statale 80, che ricalca il tracciato dell'antica Via Cecilia attraverso il passo delle Capannelle. La città, inoltre, è servita da due tangenziali: la tangenziale est, che collega Bazzano allo svincolo L'Aquila est dell'A24 e al centro storico, e la tangenziale sud, che collega la frazione di Pianola con lo svincolo L'Aquila ovest e il nucleo industriale di Pile.

### Ferrovie

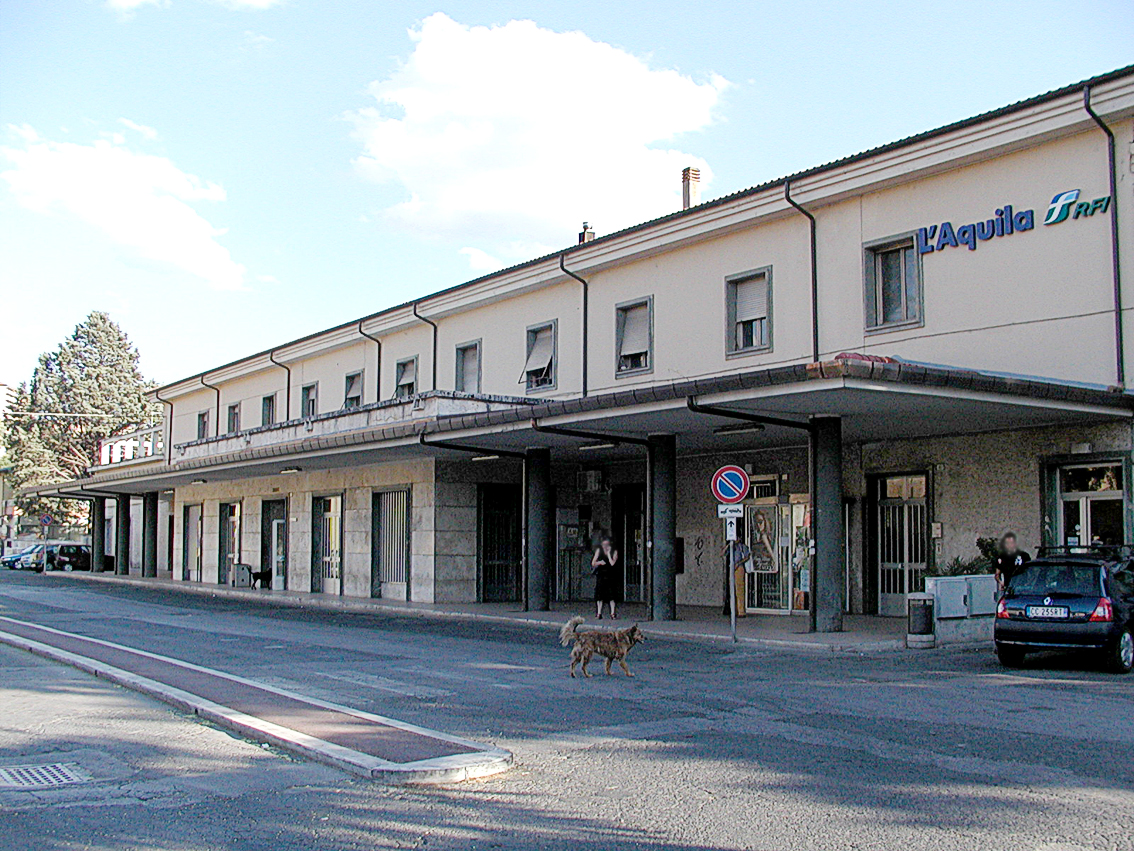
Stazione dell'Aquila

La città è attraversata dalla linea Terni-Sulmona, a binario unico e non elettrificata. All'interno del territorio comunale vi sono tre stazioni ferroviarie: L'Aquila, Paganica e Sassa-Tornimparte. Nel territorio comunale ci sono anche altre quattro fermate ferroviarie: L'Aquila Sassa N.S.I., L'Aquila Campo di Pile, Bazzano e L'Aquila San Gregorio.
Tra il 1922 e il 1935 operò anche la ferrovia L'Aquila-Capitignano, che nei progetti originali avrebbe dovuto collegare la città con Teramo e Roma.

### Aeroporti
Nella frazione di Preturo si trova l'Aeroporto di L'Aquila-Parchi, operativo per mansioni di aviazione generale. In precedenza lo scalo era aperto anche ai voli commerciali.

### Mobilità urbana
I trasporti pubblici sono gestiti dall'AMA. Le principali linee urbane hanno partenza dal Terminal bus di Collemaggio, che ospita anche il principale parcheggio cittadino, disposto su tre livelli sotterranei e collegato a piazza Duomo mediante un sistema di tappeti mobili sotterranei.

#### Metropolitana di superficie
Nel tentativo di limitare il traffico privato di automobili tra il centro e la zona ovest, era in costruzione una linea di tram su gomma che avrebbe dovuto collegare l'ospedale e l'università, siti in Coppito, con il centro cittadino. L'esecuzione del progetto subì vari ritardi sia per problemi legati alla progettazione che al tracciato. La linea sarebbe dovuta passare per viale della Croce Rossa e per la fontana luminosa, fino al parcheggio di Collemaggio.

## Amministrazione

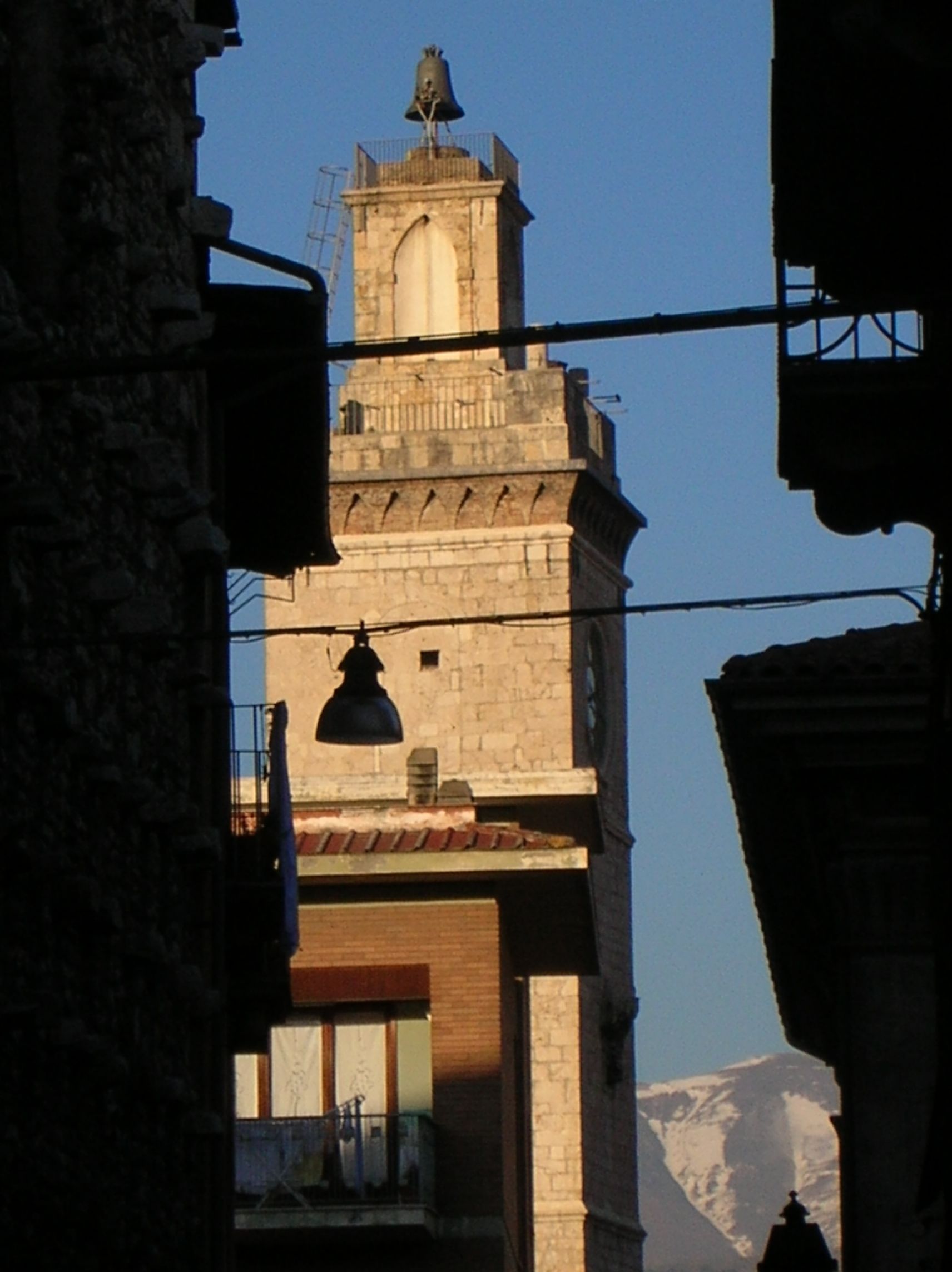
La torre di Palazzo Margherita vista da piazza Duomo

### Gemellaggi
L'Aquila è gemellata con:
- Baalbek[219]
- Bernalda, dal 1981[220]
- Bistrița[221]
- Cento[222]
- Cuenca[223]
- Foggia[224]
- Haining[225]
- Hobart[226]
- Rottweil[227]
- San Carlos de Bariloche[228]
- Sant'Angelo d'Alife[229]
- Zielona Góra[230]
- Aquila (una delle 17 contrade del Palio di Siena)[231]

## Sport

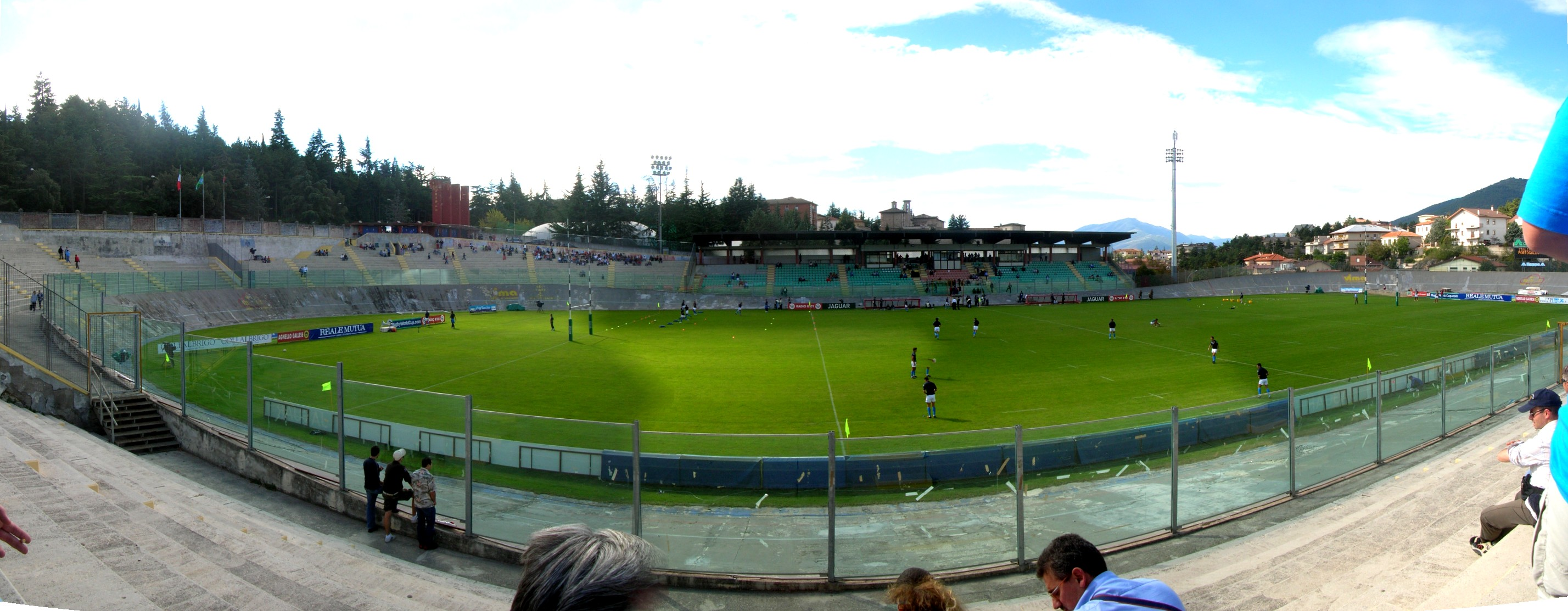
Lo stadio Tommaso Fattori

La squadra di calcio cittadina, L'Aquila 1927, gioca le proprie partite nello stadio Gran Sasso d'Italia-Italo Acconcia e milita attualmente in Serie D.
La principale squadra di rugby a 15 era L'Aquila Rugby Club, fondata nel 1936 da Tommaso Fattori e con sede nell'omonimo stadio. Nel 1951 la squadra venne promossa per la prima volta in serie A e nel 1967 conquistò il suo primo scudetto. Dopo la scomparsa di quest'ultima, avvenuta nel 2018, il rugby cittadino è rappresentato dalla Polisportiva Paganica Rugby e dalla LA Rugby L'Aquila (nata dopo lo scioglimento della storica compagine L'Aquila Rugby Club) in serie A, e dalla CUS L'Aquila Rugby, rifondata nel 2011 da alcuni ex-giocatori in collaborazione con alcuni studenti universitari.
Tra gli altri sport importanti in città vi sono l'atletica leggera, con numerosi atleti vincitori di titoli italiani, come Concetta Milanese, 7 volte campionessa italiana di getto del peso femminile, Fabio Andreassi, velocista campione italiano nella staffetta 4×100 metri e primatista italiano promesse nei 100y, e Gianni Lolli, velocista campione italiano juniores nei 100 m.
Nel Parco nazionale del Gran Sasso e Monti della Laga, in località Campo Imperatore a 2 200 sul livello del mare, è situato un importante complesso turistico e sciistico, con un rifugio in cui il 26 luglio 1943 fu portato Benito Mussolini, che vi trascorse 48 giorni di prigionia.
All'Aquila aveva sede fino al 2012 la formazione ciclistica Acqua & Sapone. Il comprensorio aquilano è stato inoltre più volte tappa del Giro d'Italia; l'ultima volta nell'edizione del 2021, come città d'inizio della decima tappa.
La città nel 2004 ha ospitato, insieme a Sulmona e Pescara, i campionati mondiali di pattinaggio di velocità a rotelle, mentre nel 2021 ha ospitato una manifestazione internazionale di pattinaggio.